# アイドリング!!! (アイドルグループ)
アイドリング!!!（英語: Idoling!!!）は、かつて活動していた日本の女性アイドルグループである。
2006年、同名のテレビ番組からフジテレビ発のグループとして誕生。2015年までの9年間活動した。
アイドルにバラエティ要素を取り入れたパイオニアと言われるほか、当時では新機軸であったオンデマンドなどのネット配信を導入したり、大型アイドルフェスの先駆けとなった「TOKYO IDOL FESTIVAL」のホストグループを務めるなど、アイドルエンターテインメントの多様化にいち早く対応した存在でもあったとも評される。
（※同グループからの派生ユニットであるNEO fromアイドリング!!!（ネオ フロムアイドリング）並びにHIP♡ATTACK fromアイドリング!!!（ヒップ・アタック フロムアイドリング）についても記載する）

## 概要
フジテレビ721（現・フジテレビTWO ドラマ・アニメ）のテレビ番組『アイドリング!!!』（後にフジテレビONE スポーツ・バラエティで放送）から誕生した女性アイドルグループ。
番組立ち上げ当初のコンセプトは、出演者がライバル同士として戦って、勝ったメンバーがCDデビューするというものであったが、オーディションで集まったメンバー9人（のちに1期生と呼ばれることになる）の仲が良かったため、アイドルグループとして売り出すことになったという。
その後、2期生からNEO期生（6期生に相当）、および7期生 という6回のメンバー追加、および卒業により、2015年10月の活動終了時点のメンバーは22人（後述）。延べ在籍人数38人、同時活動メンバーは最大25人だった。

### グループ名など
グループ名の「アイドリング!!! (Idoling!!!)」は「アイドル (Idol) + 進行形 (ing)」で、「現在進行形で成長するアイドル」という意味が込められている。
一部媒体では「アイドリング」や「アイドリング!!」などと表記されることも多いが、正式な名称は「アイドリング!!!」（「!」は3つ）である。また、「Idol + ing」が語源であるため、英語表記も「Idling」ではなく「Idoling」が正しい。
アイドリング!!!メンバーやスタッフはファンのことを「ファン様」と呼び、番組では過去「お願いファン様!!!」、「ファン様リクエスト!!!」などファンからネタの募集を行うコーナーがあった。また、ファンクラブの名前も「ファン様クラブ」である。ファンが自称する場合は「アイドリンガー」（Idoling!!!+「er」）、もしくはその省略形の「リンガー」。

### オーディション
1期生から3期生までは事務所に所属している者を対象とした非公開のオーディションで選ばれた。
4期生は事務所・レコード会社等に所属していない者を対象とした公開オーディション形式で選ばれ、最終候補者は『アイドリング!!! 7thライブ 人生=修行ナリング!!!』、合格者は2010年3月6日よしもとプリンスシアターで行われた『4期生ファイナルオーディショング!!!』で発表された。
5期生は事務所等の所属は不問で、最終候補者は『アイドリング!!! 11thライブ めっちゃ近いぞ!ビッグエッグング!!!』、合格者は2012年3月2日放送『5期生お披露目スペシャルライブング!!!』で発表された。番組では、本来の最終審査（当時のプロデューサー・門澤清太との面接 の後に行われた、AD陣を面接官役としたドッキリが放送された。
NEO期生のオーディションは所属不問であったが、選考中の段階では候補者は発表されず、2013年7月28日、『TOKYO IDOL FESTIVAL 2013』2日目の『アイドリング!!! TV SHOW TIME』で合格者が発表された。33号・橋本瑠果は、21号・橋本楓の実妹でオーディション前からメンバーとは顔見知りで、同い年の30号・清久レイアの家に泊まりに行く仲 であったが、オーディションを受けることはメンバーには知らせておらず、候補者が公表されていなかったこともあって、新メンバーお披露目で登場した際にはステージ上が騒然となった。
7期生は、メンバーの近親者がスカウティングによって選出された。運営側のコメント等を読む限り、当初から企画ありきの主旨が強く、オーディションによる選考は予定していなかった。

### 複数事務所参加型と個人活動
前述のように、1期生から3期生まではアイドリング!!!スタッフが番組出演者を複数の芸能事務所を対象としたオーディション参加者から選ぶという形式であったため、メンバーの所属事務所は同一ではなく複数の芸能事務所から数名ずつ参加している。
アイドリング!!!加入時点で既に芸能活動を行っているメンバーが多い。一方、アイドルを目指してアイドリング!!!に加入したというメンバーは極めて少なく、伊藤祐奈は「私と佐藤麗奈ぐらい」と語っている。
また、ほぼ全てのメンバーがアイドリング!!!としての活動だけでなく個人でも芸能活動をしている。そのため、大規模なライブイベントなど全メンバー参加が原則となっているものを除いては、個人の活動を優先してグループの活動を欠席することも多い。
事務所に所属していない者が参加可能になった4期生以降の事務所所属経緯については以下の通り。
- 22号・倉田瑠夏は『a-nation』アクトダンサーであったため、エイベックス・マネジメント（2013年10月から2017年3月までエイベックス・ヴァンガードに分社化）に所属。
- 23号・伊藤祐奈は初めて応募したのがアイドリング!!!オーディションで、それまで全く芸能活動を行っていなかったが、合格後ボックスコーポレーションに所属。
- 24号・野元愛、25号・後藤郁は直近（2009年）の『ホリプロタレントスカウトキャラバン』ファイナリストであったため、ホリプロ（関西出身の野元はホリプロ大阪）に所属。
- 26号・尾島知佳はアイドリング!!!合格と同時期にGirl〈s〉ACTRYとして活動していることからホリプロに所属。
- 27号・高橋胡桃、29号・玉川来夢は応募時点でワタナベエンターテインメントに所属。合格時点では橋本楓とChocoLeを結成してデビュー済みであった。
- 28号・石田佳蓮、34号・佐藤麗奈は応募時点でボックスコーポレーションに所属。
- 30号・清久レイアは、加入時は所属事務所が発表されていなかったが、2012年7月頃、プロダクション尾木のWebサイトに所属タレントとして掲載された。
- 31号・古橋舞悠は、松竹芸能タレントスクールの受講生で、合格後松竹芸能に正式所属[12]。
- 32号・関谷真由は、エイベックス・アーティストアカデミー東京校のヴォーカルコース特待生[13] で、合格後はエイベックス・アーティストアカデミーを運営するエイベックス・プランニング&デベロップメントに所属[14]。
- 33号・橋本瑠果は、新メンバーオーディションの際に、実姉である楓が所属するワタナベエンターテインメントからオファーがありオーディションを受けた[15]。
- 35号・佐藤ミケーラ倭子は、過去イデア（インセントグループ）に所属してモデルとしての活動経験がある[16]。合格後、エイベックス・プランニング&デベロップメントに所属していることが発表された[14]。

### リーダー
当初はリーダーは特に定まっておらず、メンバー最年長の1号・加藤沙耶香が「自称リーダー」を名乗っていた。2009年3月に加藤が卒業する際に、加藤によって正式にリーダーが決められ、3号・遠藤舞が「リーダー」、6号・外岡えりかが「2代目自称リーダー」となった。
正式にリーダーに就任したことがあるのは遠藤のみだが、加藤が後継者として指名したという経緯から、他媒体では加藤が初代リーダー、遠藤が2代目リーダーとして紹介されることもある。なお、遠藤は2014年2月14日をもってアイドリング!!!を卒業したが、次期リーダーの指名はしないと表明。以来リーダー不在となっているが、実質的には外岡がフロントマンを務めている。
番組内チームリーダー
アイドリング!!!2014年4月5日放送「7年半目にこんなチーム分けしてみました!勃発!?天下分け目のアイドリング!!!合戦」以降、当面の間、6号・外岡えりか率いる「アイドリング!!!6」と9号・横山ルリカ率いる「アイドリング!!!9」に分けて通常回の番組収録を行うことをアナウンス、外岡・横山はそれぞれのチームリーダーという位置づけとなった。
NEO fromアイドリング!!!リーダー
「NEO fromアイドリング!!!」のリーダーについては公式のアナウンスが無かったが、伊藤祐奈がリーダーとして定着しており、卒業するまで務めた。後任には、ネット放送での投票の結果で関谷真由が就任した。

## 略歴

### 創設期（2006年 - 2008年）
2006年
- 10月、芸能事務所所属者50人を対象にしたオーディションが行われ、その中から選考された9名でグループを結成[22]。30日より、冠番組『アイドリング!!!』を放映開始。
- 11月16日、オフィシャルサイトにて公式ブログ「煮詰まります!!!」が開始。

2007年
- 1月10日、冠番組『アイドリング!!!日記』が地上波で放映開始。
- 1月24日、スタッフブログ「焦げ付きます…」が開始（2010年12月末で閉鎖）。
- 4月25日、インターネット配信という形で歌手デビュー（ただし2007年4月8日よりフジ♪メロ、フジテレビ♪ミュージックにて先行配信）。
- 5月、『B.L.T.』（東京ニュース通信社）において「立ち読みキンシ!!」を連載開始（2009年10月号まで）。
- 7月11日、ポニーキャニオンから「ガンバレ乙女（笑）/friend」でCDデビュー[23]。
- 8月8日未明、ニッポン放送にて初の冠ラジオ番組『アイドリング!!!のオールナイトニッポン』を放送。
- 9月26日、「ガチャピン・ムックとアイドリング!!!」名義でコラボレーションシングル「ポンキッキメドレー2007」をリリース。
- 10月1日より、ニッポン放送にて『アイドリング!!!のラジオリング!!!』が放送開始（翌年3月まで）。
- 11月4日から11月25日まで、FMヨコハマにて『アイドリズム!!!』を放送。
- 12月15日、品川ステラボールにて、初の有料での1stライブ『もっとガンバレ乙女（笑）』を開催。

2008年
- 1月23日、2ndシングル「Snow celebration/モテ期のうた」リリース。同シングルはオリコンウィークリーチャートで9位となり初のトップ10入り。
- 2月27日、1stアルバム『だいじなもの』をリリース。
- 3月3日放送の「春のフジテレビ球体都市伝説」にていつもの冗談めかしたメンバーの“都市伝説”に混じって「アイドリング!!!は4月から週1回5本録りになるらしい」「そんな4月からはアイドリング!!!に新メンバーが加入しパワーアップするらしい」という項目があった。この時点ではメンバーやファンはその真偽を判断できなかった。
- 3月6日、アイドリング!!!スタッフブログ「焦げつきます…」にて、プロデューサーの門澤清太が正式にメンバー増員を発表。同時に3月30日、4月6日の2ndライブ『だいじなもの』が9人での最後の活動である旨の記述がされた。同3月31日、フジテレビサイト内「こちらフジテレビ」にて門澤からの経緯説明と新メンバーの画像、氏名、年齢の発表がなされた[24]。
- 3月14日、公式ブログ「煮詰まります!!!」を書籍化した初の公式本『アイドリング!!!ビジュアルブログ 煮詰まります!』が発売。

### 2期生加入（2008年 - 2009年）
2008年
- 4月7日放送の「アイドリング!!!新メンバー加入SP」より追加メンバー9名が参加。これまでのメンバーを「1期生」、追加されたメンバーを「2期生」と呼ぶことなどが発表された。
- 5月29日、『アイドリング!!!』の放送の冒頭で司会の森本さやかより、また同日付のスタッフブログにて門澤より、一月以上休養していた小林麻衣愛の脱退と、これ以降17人で活動をしていく旨が報告された。小林が芸能界を引退[注釈 3] したこともあってか、現在では「卒業」ではなく「脱退」という扱いになっているが、当時は「卒業」という表現も一部メディアで見られた[25][26]。
- 7月、公式ファンクラブ「アイドリング!!!ファン様クラブ」発足。
- 7月5日、3rdライブ『決めるならこの夏っスング!!!』を開催。
- 7月16日、3rdシングル「告白」リリース。同シングルの表題曲は木村カエラが作詞。
- 7月19日から8月31日まで、『お台場冒険王』のイメージキャラクターを務める。この期間中イベント会場でライブを行ったほか、『アイドリング!!!冒険王ング』も放送された。
- 11月19日、4thシングル「「職業:アイドル。」」リリース。
- 12月2日、同日放送の『アイドリング!!!』で「アイドリング!!!ユニットプロジェクト」を行う事が発表された。
- 12月12日、初の水着写真集『アイドリング!!! 1st 水着写真集 アイドリング!!! in 石垣島』（スクウェア・エニックス）を発売。
- 12月17日、ユニットプロジェクトで誕生した「フリフリアイドリング!!!」と「ギザギザアイドリング!!!」が歌う「犯人はあなたです♡/NA・GA・RA」リリース。

2009年
- 1月7日、ユニットプロジェクトで誕生した「キュンキュンアイドリング!!!」と「バンバンアイドリング!!!」が歌う「ベタな失恋〜渋谷に降る雪〜/遥かなるバージンロード」リリース。
- 1月18日、中野サンプラザで行われた4thライブ『何かが起こる予感が…ング!!!』のアンコールで2号・小泉瑠美が卒業を表明、同日夜公演をもって卒業した。
- 2月4日、初の水着DVD『アイドリング!!! in 石垣島 〜グラビアアイドルのDVDっぽくしてみましたング!!!〜』をリリース。
- 2月12日放送の『アイドリング!!!日記』[注釈 4] で1号・加藤沙耶香、4号・江渡万里彩、5号・滝口ミラ、18号・ミシェル未来の4名の卒業が発表される。
- 3月18日、渋谷C.C.Lemonホールで行われた5thライブ『アイドリング!!! 卒業ライブ 〜新たなる旅立ちング!!!〜』で前記4名が卒業。※ただし、加藤と江渡は、既に企画されていた制約により、OGとして「南の島ライブツアー」に参加した。滝口は舞台公演中のため参加できなかった。
- 3月25日放送の「アイドリング!!!卒業ライヴ『新たなる旅立ちング!!!』」の放送終了直前にて3期生が加入することが発表された。オーディション映像のわずかな時間が放送されたが、それぞれの顔は伏せられ、19号から21号の表記と声のみがわかる形だった。
- 3月27日・28日、八丈島にて「南の島ライブツアー」を開催。
- 4月1日、「AKBアイドリング!!!」名義でAKB48とのコラボレーションシングル「チューしようぜ!」をリリース。

### 3期生加入（2009年 - 2010年）
2009年
- 4月6日放送分より3期生として3名が加入。
- 4月よりフジテレビ球体展望室「はちたま」での有料ライブ『はちたまライブ』を開始。同時にファンクラブ限定DVD『月刊アイドリング!!!』の発売を開始。
- 4月29日、7thシングル「baby blue」リリース。
- 7月22日、8thシングル「無条件☆幸福」リリース。
- 8月5日、メンバーが収録参加した伊藤一朗（Every Little Thing）の1stアルバム『DIVERSITY』がリリース[27]。
- 8月19日、2ndアルバム『Petit-Petit』リリース。
- 9月22日、6thライブ『やーっ!おーっ!!ング!!!』を二日間開催。
- 9月23日に行われた6thライブ夜公演において、2010年春の4期生加入、及び4期生を史上初の一般オーディションで公募することが発表された。また同時にその時点での卒業生も無いとの発表があった。
  - 番組サイトと『De☆View』11月号で「2010年4月時点で中学1年生から高校2年生の女性。2009年10月時点で芸能事務所、レコード会社などに所属、契約、登録をしていない人。」等の要項が発表され、10月1日から11月30日までの募集期間を経て、12月17日に第2次審査通過者15名が決定。
- 10月1日より、スカパー!スターデジオにて冠ラジオ番組『アイドリング!!!の飛び出すラジオ（嘘）』が放送開始。
- 12月2日、『ときめきメモリアル4』のタイアップユニット「ときめきアイドリング!!!」が歌う9thシングル「手のひらの勇気」リリース。
- 12月16日、『ぷよぷよ7』のタイアップユニット「ぷよぷよアイドリング!!!」が歌う10thシングル「ラブマジック♡フィーバー」リリース。
- 12月28日、年末ライブ『(有)申し訳ないとSP』に出演。以降、当イベントに4年連続で出演する[28]。

2010年
- 1月発売の『BOMB』、『ヤングガンガン』、『週刊プレイボーイ』にて4期候補読者投票を実施。
- 1月24日、7thライブ『人生=修行ナリング!!!』で4期候補生のお披露目が行われた。当初、8人程度を最終候補者として選抜するとされていたが、2月に発売された『ヤングガンガン』、『週刊プレイボーイ』の2誌で発表された候補者は10名であった。
- 1月27日、11thシングル「S.O.W. センスオブワンダー」リリース。
- 3月3日、3rdアルバム『SUNRISE』リリース。
- 3月6日、よしもとプリンスシアターで開催された『4期生ファイナルオーディショング!!!』にて、歌・特技・ガンバリング!!!（懸垂）を披露し、上記3誌代表、プロデューサーの門澤、当時のメンバー15名が審査を行った結果、4期生5名が決定した。報道によれば、応募者は5,000人であった[29]。

### 4期生加入（2010年 - 2012年）
2010年
- 4月、4期生として5名が加入。定期ライブ『品はちライブ in よしもとプリンスシアター』を開始（ - 2011年11月）。
- 5月3日、8thライブ『この気持ちは そうだ あれだ 恋なんでしょうング!!!』を開催。
- 5月13日より、フジテレビのオンラインサービス「イマつぶ」に参加、メンバーによる「つぶやき」が開始。
- 5月24日より、『Samurai ELO』で「アイドリング!!!の本番NOW」の連載を開始。
- 6月1日より、『週刊アスキー』で「アスキー女学院アイドル部 しみつきます」の連載を開始。
- 6月9日、12thシングル「目には青葉 山ホトトギス 初恋」リリース。
- 8月4日、13thシングル「プールサイド大作戦」リリース。
- 8月7日・8日、大型アイドルイベント『TOKYO IDOL FESTIVAL 2010 @Shinagawa』にホスト役として参加。
- 9月10日より、『MC（ミューズクリップ）』で連載「アイドリング!!!のよーし、万歳」を開始。
- 10月5日から9日まで、イベント『CEATEC JAPAN 2010』に出演[30]。
- 10月15日から11月4日の期間限定で、ソーシャルゲーム『やきゅとも!』とコラボレーションを展開。
- 10月18日、『アイドリング!!!日記』が『アイドリング!!!』と改題。
- 11月23日、14thシングル「eve」リリース。
- 11月24日より、Yahoo! JAPAN『5000万人が選ぶネット番付2010』とのコラボレーション企画「アイドリング!!!新ユニット期待度番付ング!」が開始。投票により、15thシングル「やらかいはぁと」のカップリング曲の歌唱メンバーが決定した[31]。
- 12月6日、公式ガイドブック『もっと♥アイドリング!!! 公式ガイドング!!!』を発売。
- 12月24日、Blu-ray Disc『アイドリング!!!の3Dングでブルーレイング!!!』をリリース。
- 12月31日、9thライブ『ボンノウの数だけ愛がある!お正月eveング!!!』と、初の年越しライブとなる『アイドリング!!! カウントダウンパーティーング!!!2010-2011』を連続開催。

2011年
- 2月13日、台湾でのライブイベントを開催。
- 3月2日、15thシングル「やらかいはぁと」リリース。同シングルはオリコンウィークリーチャートで4位となり最高位記録を更新した。
- 3月16日、4thアルバム『SISTERS』リリース。
- 4月12日、25号・後藤郁の一時活動休止が番組・事務所の公式サイト、および本人のブログで発表された。
- 6月6日、ハウスDJマーティン・ソルヴェグのアルバム『Smash』の収録曲「Big In Japan」にグループがゲスト参加し、EU圏でリリース[32]。
- 6月18日、『YANO MUSIC FESTIVAL 2011』に出演[33]。
- 6月26日、10thライブ『かんがえるな。感じろ! GO AHEADング!!!』を開催。
- 7月27日、16thシングル「Don't think. Feel !!!」リリース。同シングルはオリコンウィークリーチャートで3位となり最高位記録を更新した。
- 8月27日・28日、『TOKYO IDOL FESTIVAL 2011』に出演。一時活動休止していた後藤郁も当イベントから復帰した。
- 10月1日、5期メンバー募集を公式サイト、フジテレビONE、TWO告知CM放送にて開始。
- 11月12日、定期ライブ「ニコはちライブ」を開始。
- 12月4日、11thライブ『めっちゃ近いぞ! ビッグエッグング!!!』を開催。
- 12月11日、公式サイトにて7号・谷澤恵里香、8号・フォンチーの卒業が発表された。
- 12月23日、特番のスタジオライブを最後に、谷澤、フォンチー卒業[34]。
- 12月29日、定期ライブ「ジュクはちライブ in ルミネtheよしもと」開始（ - 2012年7月）。

2012年
- 1月18日、17thシングル「MAMORE!!!」リリース。同シングルはオリコンウィークリーチャートで2位となり最高位記録を更新した。

### 5期生加入（2012年 - 2013年）
2012年
- 3月2日、5期生として4名が加入。
- 5月30日、Zepp DiverCityの本公演を最後に、11号・森田涼花卒業。
- 6月3日、初の主要都市ライブツアー、『初だ! ツアーだ!! Zeppング!!!』を開催する。
- 7月7日、フランスJapan Expo2012に選抜メンバー(遠藤、外岡、横山、朝日、橘)がライブ出演。
- 8月4日・5日、『TOKYO IDOL FESTIVAL 2012』に出演[35]。
- 8月8日、18thシングル「One Up!!!/苺牛乳」リリース。
- 8月11日、『IDOL NATION』に出演。
- 8月21日・29日、大磯ロングビーチ キャンペーンガールライブを開催[36]。
- 9月7日、定期公演「渋はちライブ」を開始。
- 9月29日、『NSTまつり2012』に出演。以降、毎年連続で出演する。29日・30日、地方公演『アイドリング!!!SUNSET大作戦 in 新潟』を開催。
- 10月20日、Jリーグ・セレッソ大阪vsFC東京でライブイベント。
- 11月25日、12thライブ『NiceでHotなKissしちゃいたい! 略してNHKング!!!』を開催。
- 12月31日、24号・野元愛卒業。

2013年
- 2月13日、19thシングル「さくらサンキュー」リリース。
- 4月13日、二度目のライブツアー、『西へ!東へ!!ミステリィツアーング!!!』を開催。同公演にて、横山のソロデビュー（昼の部）、および新メンバー募集（夜の部）が発表された。
- 4月21日、「ニコはちライブ」にて「1期生SPライブ」を開催。
- 5月4日、テレビ東京系で放送されたテレビアニメ『クロスファイトビーダマンeS』と『ビーストサーガ』の両作品声優オーディションの企画として遠藤舞、横山ルリカ、河村唯、長野せりな、酒井瞳、三宅ひとみ、橘ゆりか、尾島知佳が参加。5月22日に同番組でそのオーディションの模様が紹介され、オーディションを勝ち残った結果、『クロスファイトビーダマンeS』の遠藤、横山、酒井、三宅、『ビーストサーガ』の河村、長野、橘、尾島が声優として7月7日の放送に出演することも明らかにしており、それぞれオペレーター役、少女役、町の女性役、子供役を演じる。
- 6月1日、ライブツアー追加公演にて、さくら学院から田口華が"留学生"として参加（「ミルキーガール」（「サマーライオン」c/w）への楽曲参加）（昼の部）、および遠藤のソロデビュー（夜の部）が発表された。
- 6月27日、発足当初からのプロデューサー、門澤清太が異動により6月末日をもってアイドリング!!!プロジェクトから離れることを自身のTwitterにて公表[37]。後任は2013年1月から番組で制作としてクレジットされている神原孝が引き継いだ。
- 7月10日、「渋はちライブ」にて「2期生SPライブ」を開催。
- 7月17日、「FC東京VIVA Paradise」レポーターである19号・橘ゆりかの縁で、同クラブとのイベント「アイドロング!!!」を実施。
- 7月27日・28日、『TOKYO IDOL FESTIVAL 2013』に出演。

### NEO期生加入（2013年 - 2015年）
2013年
- 7月28日、新メンバー（NEO期生）として5名が加入[38]。
- 8月7日、20thシングル「サマーライオン」リリース。
- 8月10日、『IDOL NATION 2013』に出演。
- 8月29日、新メンバー5人は「アイドリングNEO」としてアーティスト活動を行うことが同日深夜放送の『アイドリング!!!』（地上波版）にて発表された。また、デビュー曲は23号・伊藤祐奈がアイドリングNEOメンバーとして参加すること、アイドリング!!!の21stシングルと同時発売、売上対決を行うことも合わせて発表された。
- 8月31日、『a-nation 2013 stadium fes.』に出演。
- 9月1日、お台場合衆国 にて『アイドリング!!!＆アイドリングNEO スペシャルライブ』を開催する。
- 同日、『ぽにきゃん!アイドル倶楽部 感謝祭』に出演。
- 9月16日、アイドリングNEOに25号・後藤郁の加入が追加発表された[39]。
- 11月4日、「ニコはちライブ」にて、第2回「1期生SPライブ」を開催。
- 11月13日、アイドリング!!!21stシングル「シャウト!!!」、アイドリングNEOデビューシングル「mero mero」をリリース。
- 12月8日、中野サンプラザで開催された13thライブ『史上最大! 25人の大作戦ング!!! 晴れ、時々神（ゴット）』夜公演にて、3号・遠藤舞が2014年2月14日にZepp DiverCity Tokyoで開催される卒業ライブ『さよならは別れの言葉じゃなくて 再び逢うまでの遠い約束ング!!!』の出演をもって、卒業する事が発表された[40]。
- 12月25日、「渋はちライブ」にて「3期生SPライブ」を開催。

2014年
- 1月8日、5thアルバム『GOLD EXPERIENCE』をリリース。同アルバムはオリコンウィークリーチャートで3位となり最高位記録を更新した。
- 2月5日、「渋はちライブ」にて「4期生SPライブ」を開催。
- 2月14日、Zepp DiverCityの本公演の出演を最後に、3号・遠藤舞が卒業。
- 3月14日、『DiverCity Idol Festival 2014』に出演。
- 4月5日に放送された『アイドリング!!!』において、番組収録では外岡えりか率いる「アイドリング!!!6 (シックス)」、横山ルリカ率いる「アイドリング!!!9 (ナイン)」にチーム分けすることが発表される。
- 4月19日、『アオーレ誕生記念祭』に出演。
- 4月20日、『Kyoto Idol Collection 2014』に出演。
- 4月22日、SHOWROOMにて『アイドリング!!!ストップしません!!!』のレギュラー放送開始[41]。
- 4月30日、「渋はちライブ」にて「5期生SPライブ」を開催。
- 5月10日、『ぽにきゃん!アイドル倶楽部 感謝祭』に出演。同公演にて、25号・後藤郁が2014年6月7日にZeppDiverCity Tokyoで開催されるライブ『25号かおるんの新しい旅立ち たくさんの想い出ごっちゃんですング!!!』の出演をもって、卒業する事を表明した。
- 5月17日、14号・酒井瞳が病気療養の為、芸能活動の一時休止を発表[42]。
- 5月18日、『TOKYOチェンメンコレクション 2014』に出演[43]。
- 5月28日、22ndシングル「キュピ♥」をリリース。
- 6月7日、Zepp DiverCityの本公演の出演を最後に、25号・後藤郁が卒業[44]。また、同公演にて、3期生ユニットによるシングルリリースがアナウンスされる。曲のタイトルは「黄金蟲」[45]。
- 6月27日、3期生の新ユニット名が「HIP♡ATTACK fromアイドリング!!!」に決定[46]。
- 7月5日・6日、『瀬長島ガールズ・ポップ・フェスティバル2014』に出演。
- 7月11日、派生ユニット「アイドリングNEO」から「NEO fromアイドリング!!!」に改名と同時に新メンバーとして28号・石田佳蓮の加入が発表された[47]。
- 7月27日、FC東京とのコラボ企画「アイドロング!!!」の第2回を実施[48]。
- 8月2日・3日、『TOKYO IDOL FESTIVAL 2014』に出演。活動休止中だった酒井瞳も当イベントから現場に復帰した[49]。また、16号・菊地亜美が同年11月に開催する14thライブをもっての卒業を表明[50]。
- 8月20日、「渋はちライブ」にて、第2回「2期生SPライブ」を開催。
- 9月28日、『ザ・コーポレートゲームズ東京2014』リレーマラソン10人女子オープンに出場。結果は1位[51]。
- 10月4日・5日、『福井テレビまつり』に出演。
- 10月15日、膝の持病で、限定的なライブ出演に止どまっていた朝日奈央が、この日の定期公演から本格復帰。
- 11月8日、朗読劇『イキヌクキセキ with アイドリング!!!』を開催[52]。
- 11月24日、NHKホールにて14thライブ『井の中のアイドリング!!! 大海でバタアシング!!!』を開催[53]。夜公演『〜菊地亜美アイドル卒業までのカウントダウン〜』の出演を最後に、16号・菊地亜美が卒業[54]。
- 12月6日、アイドルライブ『Kawaiian TV LIVE』に出演。
- 12月22日、学業専念のため、30号・清久レイアが卒業[55]。
- 12月24日、23rdシングル「ユキウサギ」をリリース。
- 12月26日、アイドルイベント『Kyushu Idol Summit NEXT Vol.2』に出演。
- 12月28日、ダイバーシティ東京で行われた「ユキウサギ」のリリースイベントにて、13号・長野せりなが、翌年3月に開催する『長野せりな卒業ライブ』をもっての卒業を表明[56]。

2015年
- 1月10日、アイドルライブ『TOKYO FM 夢のアイドルミュージアム2015』に出演[57]。
- 2月22日、サッカーイベント『FC東京 "祭"』に出演[58]。
- 2月28日、日刊スポーツが、アイドリング!!!の解散を報道する[59]。翌月5日、この報道に対し運営側は神原孝統括プロデューサー名義で、事実を肯定する旨を公式HPで公表。報道の影響で今後の青写真が「全て水の泡となった」と伝える[60]。
- 3月6日、AKIBAカルチャーズ劇場で行われた定期ライブ「NEO殿Live Night」にて、23号・伊藤祐奈が、4月5日に開催する『アイドリング!!!FES 2015』をもっての卒業を表明[61]。
- 3月18日、6thアルバム『ロデオマシーン』をリリース[62]。
- 3月20日、アイドルライブ『Kyushu Idol Summit Vol.2』に出演[63]。
- 3月21日、アイドルライブ『Happy Jam in Osaka vol.20』に出演。
- 3月24日、『TOKYO IDOL PROJECT』への参加を発表[64]。
- 3月28日、渋谷公会堂で開催したライブ公演『ぷにぷに・またね・だいすき』を最後に、13号・長野せりなが卒業[65]。

### 全メンバー卒業まで（2015年）
- 4月3日、今年度10月末日をもって在籍中のメンバー全員が卒業し、グループの活動を終了することを正式に公表[66][67]。7期生の加入予定、卒業アルバム制作[注釈 5]、舞台出演、日本武道館での15thナンバリング ラストライブ開催など[68]、今後の青写真も併せて発表された[69]。
- 4月5日、ライブフェス『アイドリング!!!FES 2015』を開催[70]。この公演を最後に、23号・伊藤祐奈が卒業[71]。
- 4月18日、TIPイベント『TIF2015開催決定記念ライブ!』に出演[72]。8月に開催する『TOKYO IDOL FESTIVAL 2015』コラボ企画の抽選会を実施[73]。
- 5月3日・4日、アイドルイベント『アイドル甲子園』に出演。
- 5月5日、東北応援イベント『みちのくフェス2015』に出演。
- 5月30日、アイドルイベント『@JAM 2015』に出演[74]。
- 6月5日、7期生3名の加入発表。綿密な情報収集とスカウティングにより、偶然にも現メンバーの近親者が選出された[75]。
- 6月20日、TIPイベント『TOKYO IDOL KURO-CHAN FESTIVAL 2015』に出演[76]。
- 7月11日、アイドルイベント『第二回 すきドルグランプリ〜ウタうチカラ〜』に出演。
- 7月15日、グループのラストシングルとなる、24th「Cheering You!!!」をリリース。FC東京とのコラボ企画『第3回 アイドロング!!!』を、発売日イベントと併せて実施された[77][78]。
- 7月19日、グループのCD総出荷枚数が100万枚を突破[79]。フジテレビ・サマーイベント『お台場夢大陸』のライブ出演開始[80]。
- 7月25日、TIPイベント『TIF2015 前夜祭！』[81]、鬼怒川温泉イベント『第47回 龍王祭』に出演。
- 8月1日・2日、『TOKYO IDOL FESTIVAL 2015』に最後の出演。6年連続でホスト役を務めた[82]。
- 8月3日、a-nationイベント『IDOL NATION×TIF』に出演[83]。
- 8月19日、音霊イベント『音霊 OTODAMA SEA STUDIO 2015 〜Girl's Beach Memory〜』に出演。
- 8月21日、鉄道イベント『ありがとう つくばエクスプレス10周年フェス』に出演[84]。
- 8月31日、フジテレビ・サマーイベント最終日、8年連続出演の最後を飾る[85]。
- 9月5日・6日、神原孝プロデュース・アイドリング!!!朗読歌唱劇『あの日、たしかに私たちは「アイドル」だった。』を上演[86]。
- 9月9日、7枚目のラストアルバム『SINGLE COLLECTIONグ!!!』及び、COMPLETE BOX『〜などあって 〜良きところで』をリリース[87]。
- 9月13日、ダイバーシティ東京にて活動最後のリリースイベントを実施し、2000人以上のファンが駆けつけた[88]。
- 9月16日、定期公演『渋はちライブ』が最終公演を迎える。
- 9月19日から23日まで、ラサール石井プロデュース・アイドリング!!!舞台『見よ、飛行機の高く飛べるを』を上演[89]。
- 9月26日、生配信ライブ『ニコはちライブ』が最終回を迎え、当公演を最後に、約6年半に及んだ定期公演の全日程を終了。最後は、パブリックビューイングでの入場も企画された。
- 10月5日、集大成となる本公演15thライブ『ング!!!ング!!!祭りだ!!! 〜良きところで武道館グ!!!』を日本武道館で開催[90]。グループのワンマンラストライブとなりチケットはソールドアウト、約6500人のファンが詰めかけた[91]。
- 10月8日、SHOWROOMにてレギュラー放送してきた『アイドリング!!!ストップしません!!!』が最終回を迎える。
- 10月18日、TIP & HappyJamイベント『Girls-POP-JAPAN』に出演。最後の合同ライブ参加となる。
- 10月22日、前身の『アイドリング!!!日記』から数え、8年10ヶ月間に渡って放送してきた地上波版のレギュラー放送を終了[注釈 6]。
- 10月29日、グループがタイアップした卓上ロボットアイドル『プリメイドAI』の記者発表会に出席[92]。最後の外部イベント出演となる。
- 10月30日、アイドリング!!!ファンクラブの解散式を開催し、最後のライブパフォーマンスを披露、永久会員証が発行される[93]。これまでの活動を記録した文集『アイドリング!!! 卒業アルバム』を刊行。
- 10月31日、前日に結成9周年を迎えた10年目最初のこの日、『アイドリング!!!最終回 全員卒業』特番を、フジテレビ球体から生放送。大団円を迎え、9年間の活動に終止符[94]。運営側から、「5年後の2020年同日にメンバー全員集合」が告知され、再会の日を約束[95]。

### 全メンバー卒業のその後（2015年 - ）
- 2019年8月2日、『TOKYO IDOL FESTIVAL 2019』の10周年を記念した企画にて、最終メンバーのうち芸能活動を当時継続していた[注釈 7]12名の全員（外岡えりか、横山ルリカ、河村唯、酒井瞳、朝日奈央、橘ゆりか、倉田瑠夏、高橋胡桃、玉川来夢、古橋舞悠、関谷真由、佐藤麗奈[96]）[注釈 8]による4年ぶり1日限りのライブを行った[98]。そして改めて2020年10月31日の再集結を誓った。
- 2023年9月23日、味の素スタジアムで開催された「東京ドロンパ BIRTHDAY PARTY supported by めちゃコミック」にアイド“ロ”ング!!![注釈 9]として卒業生7名（橘ゆりか、森田涼花、河村唯、長野せりな、酒井瞳、菊地亜美、倉田瑠夏[99]）が出演[100]。
- 2025年8月1日、『TOKYO IDOL FESTIVAL 2025』にてTIF15周年および全員卒業から10年の節目を記念して、卒業生13名（遠藤舞、外岡えりか、森田涼花、河村唯、長野せりな、酒井瞳、朝日奈央、菊地亜美、橘ゆりか、大川藍、倉田瑠夏、関谷真由、佐藤ミケーラ倭子[101]）による1日限りのライブ（通常ステージと15周年特別企画の2ステージ）を行った[102][103][101]。

### 再会の日（2013年、2020年）
- 2013年1月18日、番組内で2008年の同日に予告していた、卒業生を含むアイドリング!!!1期生（創設メンバー）の再集結イベント『約束の日』を開催。
- 2020年3月、グループ活動終了時に予告した「5年後の2020年同日[注釈 10]にメンバー全員集合」を実現する生放送特番の予定を正式に発表し、卒業生の朝日奈央が進行する連動番組『バカリズム特番』の放送を開始[104]。
- 同年10月30日、予定通りに特番最終回『バカリズム特番 ～アイドリング!!!の恩返し～』を生放送し、25名の卒業生が参加。初期からの歴代が一同に集結したのは初であった。そして最後に「番組側による再集結は、今回で本当の最後になる」と明言し、2006年から始まった14年の歴史に幕を下した。

## メンバー
各メンバーの詳細は個人の記事を参照。
メンバーにはそれぞれ「号数」が設定されており、番組での自己紹介などでは「アイドリング!!!○号、××（名前）」のように名乗る。号数はいずれもくじ引きによる。また、号数とは別に「イメージフラワー」というものも存在する。いわゆる「イメージカラー」もあり、メンバー個人のグッズにはイメージカラーがあしらわれていることが多い。
加入時期により1期生・2期生・3期生・4期生・5期生・NEO期生・7期生と分かれており、2015年4月以降は1期生2名・2期生4名・3期生3名・4期生2名・5期生3名・NEO期生5名・7期生3名の計22名で活動していた。なお、NEO期生の次に加入した際のメンバーは、予定通り「7期生」とカウントされた。

### 最終メンバー
| 号      | 名前                                 | 生年月日               | ニックネーム | イメージフラワー | カラー | 所属事務所（当時）                                                            | 備考                                                                                    |       |
| 1期生   | 1期生                                | 1期生                  | 1期生        | 1期生            | 1期生  | 1期生                                                                         | 1期生                                                                                   | 1期生 |
| ------- | ------------------------------------ | ---------------------- | ------------ | ---------------- | ------ | ----------------------------------------------------------------------------- | --------------------------------------------------------------------------------------- | ----- |
| 6       | 外岡えりか とのおか えりか           | 1991年6月11日（34歳）  | とんちゃん   | ひまわり         |        | ボックスコーポレーション                                                      | 2代目自称リーダー 元YS乙女学院                                                          |       |
| 9       | 横山ルリカ よこやま ルリカ           | 1991年9月27日（33歳）  | ルーリー     | ユリ             |        | プロダクション尾木                                                            | 元Doll's Vox                                                                            |       |
| 2期生   |                                      |                        |              |                  |        |                                                                               |                                                                                         |       |
| 12      | 河村唯 かわむら ゆい                 | 1989年8月5日（36歳）   | うめこ       | スイートピー     |        | プロダクション尾木                                                            | 元こねこねこ メンテナンス2号                                                            |       |
| 14      | 酒井瞳 さかい ひとみ                 | 1989年5月3日（36歳）   | さかっち     | スミレ           |        | ソニー・ミュージックアーティスツ                                              | 2014年5月17日から8月1日まで活動休止 酒井芳子の実娘 メンテナンス1号                      |       |
| 15      | 朝日奈央 あさひ なお                 | 1994年4月21日（31歳）  | あさひ☆      | アサガオ         |        | ライジングプロダクション                                                      | 朝日るなの実姉 元シークレットガールズ 元ラブベリーナ メンテナンス4号                    |       |
| 17      | 三宅ひとみ みやけ ひとみ             | 1992年7月10日（33歳）  | ひぃちゃん   | ラン             |        | ビスケットエンターティメント                                                  | ワタナベガールズ モアビューティズ                                                       |       |
| 3期生   |                                      |                        |              |                  |        |                                                                               |                                                                                         |       |
| 19      | 橘ゆりか たちばな ゆりか             | 1992年12月23日（32歳） | ゆりっぺ     | カスミソウ       |        | エイベックス・ヴァンガード                                                    | Booing!!!                                                                               |       |
| 20      | 大川藍 おおかわ あい                 | 1993年7月17日（32歳）  | あいちゃん   | ローズ           |        | レプロエンタテインメント                                                      | 『JJ』専属モデル LPG 元クランベリーズ メンテナンス152号                                 |       |
| 21      | 橋本楓 はしもと かえで               | 1997年1月21日（28歳）  | かえぴょん   | スズラン         |        | ビスケットエンターティメント                                                  | ChocoLe ワタナベガールズ 橋本瑠果・夏希の実姉・妹 元シークレットガールズ 元ラブベリーナ |       |
| 4期生   |                                      |                        |              |                  |        |                                                                               |                                                                                         |       |
| 22      | 倉田瑠夏 くらた るか                 | 1996年8月4日（29歳）   | るぅちゃん   | ガーベラ         |        | エイベックス・ヴァンガード                                                    | Booing!!!                                                                               |       |
| 26      | 尾島知佳 おじま ちか                 | 1994年4月19日（31歳）  | オジー       | ツキミソウ       |        | ホリプロ                                                                      | 元Girl〈s〉ACTRY 元メンテナンス3号                                                      |       |
| 5期生   |                                      |                        |              |                  |        |                                                                               |                                                                                         |       |
| 27      | 高橋胡桃 たかはし くるみ             | 1997年3月27日（28歳）  | くるみん     | アヤメ           |        | ビスケットエンターティメント                                                  | ChocoLe ワタナベガールズ                                                                |       |
| 28      | 石田佳蓮 いしだ かれん               | 1996年8月6日（29歳）   | カレン       | カルミア         |        | ボックスコーポレーション                                                      | 元ラブベリーナ                                                                          |       |
| 29      | 玉川来夢 たまがわ らむ               | 1997年4月30日（28歳）  | らむたん     | エピデンドラム   |        | ビスケットエンターティメント                                                  | ChocoLe ワタナベガールズ 元ピチモ                                                       |       |
| NEO期生 |                                      |                        |              |                  |        |                                                                               |                                                                                         |       |
| 31      | 古橋舞悠 ふるはし まゆ               | 1998年10月30日（26歳） | ふるまゆ     | スイセン         |        | 松竹芸能                                                                      | R's（） メンテナンス5号 現芸名：Aqilla（）                                              |       |
| 32      | 関谷真由 せきや まゆ                 | 1995年7月31日（30歳）  | せきまゆ     | プルメリア       |        | エイベックス・プランニング&デベロップメント                                   | 風男塾（柚希関汰名義） 2D メンテナンス6号                                               |       |
| 33      | 橋本瑠果 はしもと るか               | 1999年9月25日（25歳）  | るかぴょん   | カーネーション   |        | ビスケットエンターティメント                                                  | ワタナベガールズ 最終メンバー最年少 橋本楓・夏希の実妹                                  |       |
| 34      | 佐藤麗奈 さとう れな                 | 1998年11月9日（26歳）  | さとれな     | アイリス         |        | ボックスコーポレーション                                                      | R's 元ラブリーX（）                                                                     |       |
| 35      | 佐藤ミケーラ倭子 さとう ミケーラわこ | 1996年4月17日（29歳）  | ミケ         | ブーゲンビリア   |        | エイベックス・プランニング&デベロップメント （業務提携 アークプロダクション） | メンテナンス7号                                                                         |       |
| 7期生   |                                      |                        |              |                  |        |                                                                               |                                                                                         |       |
| 36      | 朝日るな あさひ るな                 | 1995年10月11日（29歳） | -            | サクラソウ       |        | -                                                                             | 朝日奈央の実妹                                                                          |       |
| 37      | 橋本夏希 はしもと なつき             | 1993年8月15日（32歳）  | なっち       | ヤマユリ         |        | -                                                                             | 橋本楓・瑠果の実姉                                                                      |       |
| 38      | 酒井芳子 さかい よしこ               | 1961年11月20日（63歳） | ヨッコ       | ハマユウ         |        | -                                                                             | 最終メンバー最年長 酒井瞳の実母                                                         |       |

### 旧メンバー
| 号    | 名前                       | 生年月日               | イメージフラワー | カラー | 卒業時の所属事務所                         | 最終在籍日     | 備考                                                                         |       |
| 1期生 | 1期生                      | 1期生                  | 1期生            | 1期生  | 1期生                                      | 1期生          | 1期生                                                                        | 1期生 |
| ----- | -------------------------- | ---------------------- | ---------------- | ------ | ------------------------------------------ | -------------- | ---------------------------------------------------------------------------- | ----- |
| 1     | 加藤沙耶香 かとう さやか   | 1985年8月9日（40歳）   | サクラ           | -      | フィットワン                               | 2009年3月18日  | 初代自称リーダー 元桜（もも）mint's 元YS乙女学院 メンテナンス10号            |       |
| 2     | 小泉瑠美 こいずみ るみ     | 1989年3月24日（36歳）  | タンポポ         | -      | ビスケットエンターティメント               | 2009年1月18日  | 元YS乙女学院 元NO KISS                                                       |       |
| 3     | 遠藤舞 えんどう まい       | 1988年7月31日（37歳）  | つばき           |        | ボックスコーポレーション                   | 2014年2月14日  | 唯一の正式リーダー                                                           |       |
| 4     | 江渡万里彩 えと まりあ     | 1993年3月17日（32歳）  | マーガレット     | -      | 松竹芸能                                   | 2009年3月18日  | 滝口とミラマリア結成（卒業後）                                               |       |
| 5     | 滝口ミラ たきぐち ミラ     | 1989年6月20日（36歳）  | パンジー         | -      | ホリプロ大阪                               | 2009年3月18日  | 元HOP CLUB 江渡とミラマリア結成（卒業後） 夫は元プロ野球選手・コーチの森山周 |       |
| 7     | 谷澤恵里香 やざわ えりか   | 1990年11月15日（34歳） | チューリップ     | -      | ホリプロ                                   | 2011年12月23日 |                                                                              |       |
| 8     | フォンチー ふぉんちー      | 1990年12月16日（34歳） | ハイビスカス     | -      | ソニー・ミュージックアーティスツ           | 2011年12月23日 | Vacancy Control                                                              |       |
| 2期生 |                            |                        |                  |        |                                            |                |                                                                              |       |
| 10    | 小林麻衣愛 こばやし まいあ | 1988年8月14日（37歳）  | ラベンダー       | -      | フィットワン                               | 2008年5月29日  | 現芸名：麻衣愛 Chu-Z 元バニラビーンズ                                        |       |
| 11    | 森田涼花 もりた すずか     | 9月7日                 | 菜の花           | -      | ホリプロ大阪                               | 2012年5月30日  | 元HOP CLUB                                                                   |       |
| 13    | 長野せりな ながの せりな   | 1994年9月29日（30歳）  | コスモス         |        | ボックスコーポレーション                   | 2015年3月28日  | 元おはガール                                                                 |       |
| 16    | 菊地亜美 きくち あみ       | 1990年9月5日（34歳）   | アネモネ         |        | レプロエンタテインメント                   | 2014年11月24日 | LPG                                                                          |       |
| 18    | ミシェル未来 ミシェル みき | 1992年1月4日（33歳）   | マリーゴールド   | -      | エリートジャパン（現・ネイムマネジメント） | 2009年3月18日  |                                                                              |       |
| 4期生 |                            |                        |                  |        |                                            |                |                                                                              |       |
| 23    | 伊藤祐奈 いとう ゆうな     | 1995年8月15日（30歳）  | デージー         |        | ボックスコーポレーション                   | 2015年4月5日   | 元シークレットガールズ                                                       |       |
| 24    | 野元愛 のもと まなみ       | 1996年2月10日（29歳）  | ワスレナグサ     | -      | ホリプロ大阪                               | 2012年12月31日 | 元HOP CLUB 元R's                                                             |       |
| 25    | 後藤郁 ごとう かおる       | 1995年10月16日（29歳） | スイレン         |        | ホリプロ                                   | 2014年6月7日   | 2011年4月12日から8月27日まで活動休止                                         |       |
| 5期生 |                            |                        |                  |        |                                            |                |                                                                              |       |
| 30    | 清久レイア きよく レイア   | 1999年7月16日（26歳）  | フリージア       |        | プロダクション尾木                         | 2014年12月22日 | 卒業と同時に芸能界引退 現活動名：瓜田レイア 継父は格闘家の瓜田純士           |       |

### 備考
稀に、番組のゲスト出演者などに「アイドリング!!!○号」の名が与えられるという演出がなされることがあった（もちろん正規メンバーではない）。
- 2007年12月4日放送分（#26）にて、前田健が10号を名乗って登場。
- 2009年10月23日放送分（#564）にて、ハリセンボン（近藤春菜・箕輪はるか）がそれぞれ22号・23号を名乗って登場。
- 『はねるのトびら』2009年12月9日放送分で、竹谷和樹（はねるのトびらディレクター）がメンバーより23号に任命される[注釈 15]。

後に新メンバーが加入したことにより、いずれも正規メンバーの号数となっている（10号は小林、22号は倉田、23号は伊藤）。
10号の小林は脱退した経緯から公式から除外されていて初めからいなかった扱いとなっている。

### 在籍タイムライン
2006年10月30日 - 2015年10月31日

## チーム・ユニット
2期生加入以降のメンバー数の増大に伴い、イベント、定期ライブ、企画CDなどで、少人数のチーム・ユニットとして活動することがある。

### 少人数チーム・ユニットでのパート分け
2008年以降、フジテレビのイベント（『お台場冒険王』『お台場合衆国』『お台場新大陸』など）でライブステージを行う際、3-4チームに分かれて日替わり出演を行っている。また、2010年からは定期ライブ「品はちライブ」が始まったが、ステージの制約から出演者は10名を原則とするようになり、これは後の「ジュクはちライブ」、「ニコはちライブ」、「渋はちライブ」でも踏襲されている。
そのため、パートを主に歌唱を担当するA - E、および主にダンスを担当するA' - E'の全10パートに分け、5名を1ユニットとして編成することで、5名（A - Eパート）ないし10名（5名×2ユニットで、曲により片方のユニットはA - Eパート、もう片方のユニットはA' - E'パートを担当）でのパフォーマンスに対応している。そのため、CDではソロパートを歌唱しているメンバーがA' - E'パートを担当している曲の場合、その曲でA - Eパートを担当しているメンバーが本来担当しているメンバーを前にして歌唱することになる。
なお、イベントや定期ライブでは、個人のスケジュールの都合や、体調不良などからメンバーの欠演、代演が頻繁に行われているが、これにより、急なメンバー変更があっても同一パート間の変更ならば調整が容易というメリットもある。複数のパートを担当できるメンバーも存在する。
ちなみに、メインやソロパートを担当し、いわゆる「センター」に相当するパートは「Dパート」 と呼ばれ、遠藤が卒業するまでは、主に遠藤・外岡・横山・河村が担当していた。このDパート担当は各チームに振り分けられることから、特に1期生である遠藤・外岡・横山（4チームあった年は3人が属していないチームに河村が加わっていた。遠藤が卒業した2014年は外岡・横山・河村が各チームに振り分けられている）は同じチームに属したことがなく、定期ライブでもこの3人が揃うことは稀であった。

### フジテレビ・サマーイベント用チーム
2008年から毎年、上述したフジテレビ夏のイベントに選抜チームが出演している。チーム名称はメンバーの名前やキャラクターにちなんだもので、メンバーがデザインしたTシャツが販売される。また、チームごとに出し物を用意する年もある。2012年からチームリーダーを定めている（2012年は3期生、2013年は4期生、2014年は5期生、2015年はNEO期生が担当）。

#### 2008年
『お台場学園2008〜文化祭〜』で3つのチーム が作られ、夏の『お台場冒険王ファイナル』ではこれを基にした3チームが交代で平日のライブステージに出演した。
| チーム名       | メンバー                                                             |
| -------------- | -------------------------------------------------------------------- |
| チーム地方出身 | 加藤沙耶香、江渡万里彩、横山ルリカ、酒井瞳、菊地亜美                 |
| チームちびーず | 小泉瑠美、外岡えりか、谷澤恵里香、森田涼花、長野せりな、ミシェル未来 |
| チーム中堅     | 遠藤舞、滝口ミラ、フォンチー、河村唯、朝日奈央、三宅ひとみ           |

#### 2009年
『めざせ!お台場合衆国2009 〜フジがやらなきゃだれがやる!〜』
| チーム名                 | メンバー                                           |
| ------------------------ | -------------------------------------------------- |
| チーム“塔's”（タワーズ） | フォンチー、横山ルリカ、酒井瞳、菊地亜美、橘ゆりか |
| チーム“日本岡田村”       | 外岡えりか、森田涼花、河村唯、朝日奈央、橋本楓     |
| チーム“みすずさん”       | 遠藤舞、谷澤恵里香、長野せりな、三宅ひとみ、大川藍 |

#### 2010年
『お台場合衆国2010〜笑うBayには福きたる!!〜』
| チーム名                | メンバー                                             |
| ----------------------- | ---------------------------------------------------- |
| チーム“日替わり草”      | 遠藤舞、森田涼花、三宅ひとみ、橋本楓、尾島知佳       |
| チーム“とんちんかん!!!” | 外岡えりか、酒井瞳、朝日奈央、橘ゆりか、倉田瑠夏     |
| チーム“MERSY”           | 谷澤恵里香、横山ルリカ、長野せりな、伊藤祐奈、野元愛 |
| チーム“トッピング”      | フォンチー、河村唯、菊地亜美、大川藍、後藤郁         |

#### 2011年
『お台場合衆国2011〜ぼくらがNIPPON応援団!〜』
| チーム名           | メンバー                                           |
| ------------------ | -------------------------------------------------- |
| チーム“Cookie”     | 遠藤舞、菊地亜美、橘ゆりか、橋本楓、尾島知佳       |
| チーム“Flavor”     | 外岡えりか、谷澤恵里香、三宅ひとみ、大川藍、後藤郁 |
| チーム“スタミナ丼” | フォンチー、横山ルリカ、長野せりな、酒井瞳、野元愛 |
| チーム“2期と4期”   | 森田涼花、河村唯、朝日奈央、倉田瑠夏、伊藤祐奈     |

#### 2012年
『お台場合衆国!2012〜ここから始まるNIPPON応援団!〜』
| チーム名             | メンバー                                                                                   |
| -------------------- | ------------------------------------------------------------------------------------------ |
| チーム“Charm”        | 遠藤舞、酒井瞳、三宅ひとみ、大川藍（チームリーダー）、野元愛、石田佳蓮、清久レイア         |
| チーム“Hey1”         | 外岡えりか、河村唯、朝日奈央、橋本楓（チームリーダー）、倉田瑠夏、後藤郁、高橋胡桃         |
| チーム“メロンソーダ” | 横山ルリカ、長野せりな、菊地亜美、橘ゆりか（チームリーダー）、伊藤祐奈、尾島知佳、玉川来夢 |

#### 2013年
『お台場合衆国2013〜楽しくなければお台場じゃない!冒険しなけりゃ夏じゃない!〜』
| チーム名                | メンバー                                                                                               |
| ----------------------- | --- |
| Nbex（ナベックス）      | 遠藤舞、長野せりな、橘ゆりか、伊藤祐奈（チームリーダー）、石田佳蓮、玉川来夢                           |
| どんどんアイドリング!!! | 外岡えりか、河村唯、朝日奈央、菊地亜美、橋本楓、後藤郁（チームリーダー）、清久レイア                   |
| チームぺちゃ            | 横山ルリカ、酒井瞳、三宅ひとみ、大川藍、倉田瑠夏（チームリーダー）、尾島知佳（サブリーダー）、高橋胡桃 |

#### 2014年
『お台場新大陸2014〜地図にないキミだけの宝島〜』
| チーム名     | メンバー                                                                                           |
| ------------ | -------------------------------------------------------------------------------------------------- |
| ゆるゆるの森 | 横山ルリカ、橘ゆりか、大川藍、橋本楓、高橋胡桃（チームリーダー）、古橋舞悠、橋本瑠果               |
| 123GO        | 外岡えりか、倉田瑠夏、伊藤祐奈、尾島知佳、石田佳蓮（チームリーダー）、清久レイア、佐藤ミケーラ倭子 |
| DEEP         | 河村唯、長野せりな、菊地亜美、三宅ひとみ、玉川来夢（チームリーダー）、関谷真由、佐藤麗奈           |
| チームMC     | 酒井瞳、朝日奈央（この2名はMCとして参加）                                                          |

#### 2015年
『お台場夢大陸 〜ドリームメガナツマツリ〜』
| チーム名       | メンバー                                                                     |
| -------------- | ---------------------------------------------------------------------------- |
| Funny Doll     | 外岡えりか、酒井瞳、尾島知佳、関谷真由、佐藤麗奈（チームリーダー）           |
| おこさまらんち | 河村唯、高橋胡桃、玉川来夢、関谷真由、橋本瑠果（チームリーダー）             |
| LOL            | 三宅ひとみ、橘ゆりか、大川藍、橋本楓、古橋舞悠（チームリーダー）             |
| Brazilian      | 横山ルリカ、朝日奈央、倉田瑠果、石田佳蓮、佐藤ミケーラ倭子（チームリーダー） |
| NEO            | 古橋舞悠、関谷真由（チームリーダー）、橋本瑠果、佐藤麗奈、佐藤ミケーラ倭子   |

### アイドリング!!!ユニットプロジェクト
2008年12月2日、番組内で4ユニットによるCDリリースと、それぞれの発売日のオリコンデイリーランキングによる「ユニットバトル」が行われることが発表された。その順位により勝敗を決め、勝者には「南の島ライブツアー」が与えられ、敗者にはなにか「悲しいこと」が起きるかも知れないということだった。
結果的にフリフリ/ギザギザは10位、キュンキュン/バンバンは6位となり、2009年1月20日の放送で、キュンキュン/バンバンが「南の島ライブツアー」（後述）、フリフリ/ギザギザはディレクター森洋介の自宅 を大掃除する罰ゲームをすると発表され、その罰ゲームの模様は2009年5月22日に放送された。
| ユニット名                  | メンバー                                               |
| --------------------------- | ------------------------------------------------------ |
| フリフリアイドリング!!!     | 遠藤舞、横山ルリカ、森田涼花、酒井瞳                   |
| ギザギザアイドリング!!!     | 小泉瑠美、フォンチー、三宅ひとみ、ミシェル未来         |
| キュンキュンアイドリング!!! | 外岡えりか、谷澤恵里香、河村唯、朝日奈央               |
| バンバンアイドリング!!!     | 加藤沙耶香、江渡万里彩、滝口ミラ、長野せりな、菊地亜美 |

メンバーの卒業によって、原形を留めていないユニットもあるが、これらのユニットの楽曲はメンバーをその都度補充してライブで歌われている。

### ゲームタイアップ
2009年12月に、『ときめきメモリアル4』 (KONAMI)、『ぷよぷよ7』 (SEGA) と異なるゲームソフトとタイアップした別ユニットによるCDリリースが行われ、東京ゲームショウの出演や本社訪問、CM出演などの活動が行われた。
| ユニット名              | メンバー                                                                       |
| ----------------------- | ------------------------------------------------------------------------------ |
| ときめきアイドリング!!! | 遠藤舞、外岡えりか、横山ルリカ、森田涼花、三宅ひとみ、橘ゆりか、大川藍         |
| ぷよぷよアイドリング!!! | 谷澤恵里香、フォンチー、河村唯、長野せりな、酒井瞳、朝日奈央、菊地亜美、橋本楓 |

ぷよぷよアイドリング!!!は、『ぷよぷよ!!』とのタイアップソング「恋の20連鎖!!」の発表に伴い、アイドリング!!!メンバー全員によって再結成された。ただし「ラブマジック♡フィーバー」は、発売当時のメンバーによってライブなどで歌われている。

### ECOアイドリング!!!
グループは2010年からエコロジーをテーマに、「ECOアイドリング!!!」の名義で環境奉仕活動を始めている。中でも遠藤舞・朝日奈央・大川藍・伊藤祐奈の4名でチーム・エナセーブを結成し、海外・タイに赴いて植樹活動に従事している。また幾つかの活動は特集が組まれ、テレビ放映もされている。
ほか様々なエコイベントに参加しており、キャンペーンソングに該当する「ボクラの庭」が、奥村愛子により提供されている。各イベントでは、同曲を主体にライブ披露された。
参加した主なエコイベント
- ロハスデザイン大賞（2010年）
- アイドリング!!!エコライブ in 環境交通キャンペーン（2010年）
- TOKYO EARTH WORKERS collection（2011 - 2012年）
- EKIDEN for PEACE 2011（2011年）

ほか

### 新ユニット期待度番付ング!
Yahoo! JAPANの企画『5000万人が選ぶネット番付2010』とのコラボレーション企画。独自のテーマで結成されたユニット10組のうち、最も投票数の多かったユニットが15thシングル「やらかいはぁと」に収録されるカップリング曲の歌唱権を獲得する。
投票の結果、27,409票中最多票を獲得したTeam 学ランに決定し、オリジナル楽曲「いち恋」が制作された。
ノミネートユニットは下記の通り。
| No. | ユニット名        | メンバー               |
| --- | ----------------- | ---------------------- |
| 1   | Team ひとりっこ   | 遠藤舞、橘ゆりか       |
| 2   | Team OGI          | 横山ルリカ、河村唯     |
| 3   | Team BOX          | 外岡えりか、長野せりな |
| 4   | Team ドッヂ因縁   | 森田涼花、野元愛       |
| 5   | Team 大相撲       | 大川藍、尾島知佳       |
| 6   | Team 学ラン       | 朝日奈央、後藤郁       |
| 7   | Team 東西両横綱   | フォンチー、酒井瞳     |
| 8   | Team ハ・タ・チ   | 谷澤恵里香、菊地亜美   |
| 9   | Team オジョウサマ | 三宅ひとみ、伊藤祐奈   |
| 10  | Team 最年少       | 橋本楓、倉田瑠夏       |

### 関西アイドリング!!!
関西出身のメンバーによるユニット。関西テレビ放映版ではオリジナルコーナー「関西 (KTV) アイドリング!!!」を担当。2010年7月25日に行われた『品はちライブ in NGK（なんばグランド花月）』では、オリジナル楽曲「まけへんで」を発表している。
「まけへんで」はCDに収録されていなかったが、2010年12月31日に行われた9thライブ『ボンノウの数だけ愛がある! お正月eveング!!!』において、森本さやかより「有線リクエストで50位以内に入ったらアルバムに収録、30位以内ならPV作成」と発表された。後にこの2つの条件をクリアし、4thアルバム『SISTERS』への収録及びオリジナルPVの制作が決定した。
関西アイドリング!!!（チーム関西）
森田涼花、橘ゆりか、大川藍、倉田瑠夏、野元愛

### PansonWorks×アイドリング!!!「ゾンビキャラクター計画」
PansonWorksが5人のゾンビキャラクターを製作することになり、2013年4月16・18日放送「緊急開催!ゾンビにふさわしいのは誰だ!? 死体役オーディション!!!アイドリング!!!殺人事件」において、バカリズム（以下番組の呼称に合わせて「升野」）が選出した。オーディションの模様、およびオリジナル曲「ゾゾゾゾゾゾってゾンビった」のPVが入ったDVDや関連グッズが、お台場合衆国やTOKYO IDOL FESTIVAL 2013など会場限定で販売された。その後、追加オーディションが行われ、関谷真由がメンバー入りした。
PansonWorks×アイドリング!!!
酒井瞳、三宅ひとみ、倉田瑠夏、尾島知佳、石田佳蓮、関谷真由（DVD発売時点では未加入）
DVD
- ゾゾゾゾゾゾってゾンビった（2013年7月23日、フジテレビ）

ゲームアプリ
- ZOMBIE SEASON（2013年8月、スフィダンテ）

### アイドロング!!!
第1回
橘ゆりかがFC東京の応援番組『FC東京VIVA Paradise』（ジェイコム東京）のレポーターを務めているという縁で、FC東京のマスコットキャラクター・東京ドロンパから橘に「アイドリング!!!のみんなにFC東京を応援してほしい」旨の手紙を渡したことから、2013年7月17日、味の素スタジアムで行われたヴァンフォーレ甲府戦において、橘を含むアイドリング!!!からの選抜メンバー10人と東京ドロンパによるコラボレーションユニット「アイドロング!!!」を結成。当日はミニライブやコラボレーショングッズの販売が行われた。
- 参加メンバー：東京ドロンパ、橘ゆりか、外岡えりか、横山ルリカ、長野せりな、酒井瞳、朝日奈央、三宅ひとみ、後藤郁、尾島知佳、玉川来夢

第2回
2014年7月27日、対ベガルタ仙台戦で再び企画を実施し、FC東京のチャントにもなっている「サマーライオン」を披露した。
- 参加メンバー：東京ドロンパ、橘ゆりか、外岡えりか、横山ルリカ、河村唯、長野せりな、三宅ひとみ、尾島知佳、玉川来夢、関谷真由、佐藤麗奈

第3回
2015年7月15日、対アルビレックス新潟戦で3年連続の実施。ラストシングル『Cheering You!!!』の発売日と併せた記念のイベントになった。
- 参加メンバー：東京ドロンパ、橘ゆりか、外岡えりか、横山ルリカ、河村唯、酒井瞳、朝日奈央、三宅ひとみ、大川藍、橋本楓、倉田瑠夏、尾島知佳、高橋胡桃、石田佳蓮、玉川来夢、古橋舞悠、関谷真由、橋本瑠果、佐藤麗奈、佐藤ミケーラ倭子

第4回
2023年9月23日、OGのうち7人により「東京ドロンパ BIRTHDAY PARTY supported by めちゃコミック」でのイベントとして参加、対サガン鳥栖戦で8年ぶりの実施。「サマーライオン」のライブやハーフタイム場内周回を行った。試合結果はここまで全4回無敗継続を更新。
- 参加メンバー：東京ドロンパ、橘ゆりか、森田涼花、河村唯、長野せりな、酒井瞳、菊地亜美、倉田瑠夏

### アイドリング!!! 6 & 9
2014年4月5日に放送された『アイドリング!!!』において、当面の間、通常回の番組収録は外岡率いる「アイドリング!!!6（シックス）」と横山率いる「アイドリング!!!9（ナイン）」の2チームに分けて行うとのアナウンスがあった。ただし実験的な導入の為、永続するかは今後の結果による。「6」と「9」は、チームリーダーの号数に因んだもので、互いに裏表（「6」の上下をひっくり返すと「9」になる）という意味も含んでいる。
番組収録以外では、当グループのシングル「キュピ♥」のジャケットにチームに分けが反映されたり、定期ライブの企画に採用したりするなどの活動が実施されている。
アイドリング!!! 6
- 外岡えりか（チームリーダー）、(長野せりな)、酒井瞳、朝日奈央、橘ゆりか、大川藍、橋本楓、倉田瑠夏、石田佳蓮、関谷真由、橋本瑠果、佐藤麗奈

アイドリング!!! 9
- 横山ルリカ（チームリーダー）、河村唯、(菊地亜美)、三宅ひとみ、(伊藤祐奈)、(後藤郁)、尾島知佳、高橋胡桃、玉川来夢、(清久レイア)、古橋舞悠、佐藤ミケーラ倭子、朝日るな、橋本夏希、酒井芳子

※メンバーは企画当初のもの。カッコ内の人物は、その後の卒業者。太字は2015年度追加メンバー。

### TOKYO IDOL FESTIVAL スペシャルユニット
2010年から行われているアイドルイベント『TOKYO IDOL FESTIVAL』 (略称TIF) は、アイドリング!!!プロデューサーだった門澤清太が発案して2013年まで総合プロデューサーを務め、2014年は神原孝・2015年は濵田俊也が引き継いだ。アイドリング!!!メンバーは、発足から毎年ホスト的役割を果たしている。そのため、アイドリング!!!全体のライブの他に、グループ内ユニットによるライブも行われている。なお、「フリフリ」「ときめき」「ぷよぷよ」「関西」「梅酒」「O-18ing!!!」「U-18ing!!!」以外はTIF限定のユニットである。
| ユニット名                                   | メンバー | 参加年               | 備考                                                                                           |
| -------------------------------------------- | --- | -------------------- | ---------------------------------------------------------------------------------------------- |
| フリフリアイドリング!!!                      | 遠藤舞・横山ルリカ・森田涼花・酒井瞳 | 2010年               | 2012年は卒業した森田に代わり、伊藤が参加している                                               |
| フリフリアイドリング!!!                      | 遠藤舞・横山ルリカ・酒井瞳・伊藤祐奈 | 2012年               | 2012年は卒業した森田に代わり、伊藤が参加している                                               |
| ときめきアイドリング!!!                      | 遠藤舞・外岡えりか・横山ルリカ・森田涼花、三宅ひとみ・橘ゆりか・大川藍                                                                               | 2010年               |                                                                                                |
| ぷよぷよアイドリング!!!                      | 谷澤恵里香・フォンチー・河村唯・長野せりな・酒井瞳・朝日奈央・菊地亜美・橋本楓                                                                       | 2010年               |                                                                                                |
| アイドリング!!!4th Unit                      | 倉田瑠夏・伊藤祐奈・野元愛・後藤郁・尾島知佳 | 2010年 2011年 2012年 | アイドリング!!!4期生ユニット                                                                   |
| 1stアイドリング!!!                           | 遠藤舞・外岡えりか・谷澤恵里香・フォンチー・横山ルリカ                                                                                               | 2011年               | アイドリング!!!1期生ユニット                                                                   |
| 1stアイドリング!!!                           | 遠藤舞・外岡えりか・横山ルリカ | 2012年 2013年        | アイドリング!!!1期生ユニット                                                                   |
| 1stアイドリング!!!                           | 外岡えりか・横山ルリカ | 2014年               | アイドリング!!!1期生ユニット                                                                   |
| 野武士アイドリング!!!                        | 森田涼花・河村唯・長野せりな・酒井瞳・朝日奈央・菊地亜美・三宅ひとみ                                                                                 | 2011年               | アイドリング!!!2期生ユニット                                                                   |
| 野武士アイドリング!!!                        | 河村唯・長野せりな・酒井瞳・朝日奈央・菊地亜美・三宅ひとみ                                                                                           | 2012年               | アイドリング!!!2期生ユニット                                                                   |
| トリオ・ザ・アイドリング!!!                  | 橘ゆりか・大川藍・橋本楓 | 2011年 2012年        | アイドリング!!!3期生ユニット                                                                   |
| ERICA & RURIKA                               | 外岡えりか・横山ルリカ | 2011年               |                                                                                                |
| ハコイリムスメ                               | 遠藤舞・外岡えりか・長野せりな・伊藤祐奈 | 2011年               | 2011年のタイムテーブル発表時にはクレジットされていたが、事前に中止となった。左記の更新履歴参照 |
| アイドリング!!!FIVE                          | 高橋胡桃・石田佳蓮・玉川来夢・清久レイア | 2012年               | アイドリング!!!5期生ユニット                                                                   |
| 黄昏アイドリング!!!                          | 遠藤舞・外岡えりか・横山ルリカ・河村唯・酒井瞳・菊地亜美                                                                                             | 2012年               | 大人組のマダム風ユニット                                                                       |
| 黄昏アイドリング!!!                          | 遠藤舞・外岡えりか・横山ルリカ・河村唯・長野せりな・酒井瞳・朝日奈央・菊地亜美・三宅ひとみ・橘ゆりか・大川藍                                         | 2013年               | 大人組のマダム風ユニット                                                                       |
| 黄昏アイドリング!!!                          | 外岡えりか・酒井瞳・朝日奈央・三宅ひとみ・橘ゆりか・尾島知佳・関谷真由・佐藤ミケーラ倭子                                                             | 2015年               | 大人組のマダム風ユニット                                                                       |
| OVER EIGHTEEN アイドリング!!! （O-18ing!!!） | 遠藤舞・外岡えりか・横山ルリカ・河村唯・酒井瞳・朝日奈央・菊地亜美・三宅ひとみ・橘ゆりか・大川藍・尾島知佳                                           | 2012年               | 18歳以上だったメンバーによるユニット                                                           |
| OVER EIGHTEEN アイドリング!!! （O-18ing!!!） | 外岡えりか・横山ルリカ・河村唯・長野せりな・酒井瞳・朝日奈央・菊地亜美・三宅ひとみ・大川藍・倉田瑠夏・伊藤祐奈・尾島知佳・関谷真由・佐藤ミケーラ倭子 | 2014年               | 橘ゆりかはスケジュールの都合で、石田佳蓮は体調不良のため不参加                                 |
| DANCING IDOLING!!!                           | 外岡えりか・横山ルリカ・河村唯・朝日奈央・大川藍・倉田瑠夏・野元愛                                                                                   | 2012年               |                                                                                                |
| Le Caedes                                    | 橋本楓・倉田瑠夏 | 2012年               |                                                                                                |
| 関西アイドリング!!!                          | 橘ゆりか・大川藍・倉田瑠夏・清久レイア | 2013年               |                                                                                                |
| シークレットアイドリング!!!                  | 朝日奈央・橋本楓・伊藤祐奈 | 2013年               | ドラマ『シークレットガールズ』に出演するメンバーによるユニット                                 |
| 梅酒 -UME/LIQUOR-                            | 河村唯・酒井瞳 | 2014年               | 番組クレジットでは「河村唯×酒井瞳」                                                            |
| 梅酒 -UME/LIQUOR-                            | 河村唯・酒井瞳 | 2015年               | 38号・酒井芳子、ライブ初参加                                                                   |
| U-18ing!!!                                   | 橋本楓・倉田瑠夏・高橋胡桃・石田佳蓮・玉川来夢・古橋舞悠・橋本瑠果・佐藤麗奈・佐藤ミケーラ倭子                                                       | 2015年               | 18歳以下の主要メンバーによるユニット                                                           |

#### TIF2014 アイドリング!!!×コラボレーション
総合プロデューサーが神原に交代した2014年は、例年のコラボ企画が拡大されて、アイドリング!!!が女性アイドルグループ10組と共演する内容になった。
| 共演グループ               | 共演メンバー                                                             | 備考                           |
| -------------------------- | ------------------------------------------------------------------------ | ------------------------------ |
| AeLL.                      | 横山ルリカ・河村唯・倉田瑠夏・高橋胡桃                                   |                                |
| さくら学院                 | 清久レイア・古橋舞悠・橋本瑠果・佐藤麗奈                                 |                                |
| Dorothy Little Happy       | 河村唯・長野せりな・菊地亜美・三宅ひとみ・尾島知佳                       |                                |
| 東京女子流                 | 長野せりな・橘ゆりか・大川藍・橋本楓・橋本瑠果                           |                                |
| アップアップガールズ（仮） | 横山ルリカ・長野せりな・倉田瑠夏・伊藤祐奈・玉川来夢・関谷真由           | 石田佳蓮は体調不良のため不参加 |
| LinQ                       | 外岡えりか・大川藍・橋本楓・倉田瑠夏・佐藤ミケーラ倭子                   |                                |
| THE ポッシボー             | 外岡えりか・横山ルリカ・河村唯・長野せりな・三宅ひとみ                   |                                |
| PASSPO☆                    | 朝日奈央・菊地亜美・三宅ひとみ・尾島知佳                                 |                                |
| ベイビーレイズ             | 菊地亜美(MC)・高橋胡桃・石田佳蓮・玉川来夢・清久レイア・佐藤ミケーラ倭子 |                                |
| Doll☆Elements              | NEO fromアイドリング!!!                                                  |                                |

個人でのコラボ
- 外岡えりか・橘ゆりか×青明寺浦正・瀬斗光黄(風男塾)
- 横山ルリカ×新原聖生(さんみゅ〜)
- 河村唯×河村勉(Ground Zero)
- 川村梅子(河村唯)×ミッツ・マングローブ
- 佐藤ミケーラ倭子×リンダ3世

#### TIF2015 アイドリング!!!×コラボレーション
2015年は、ホスト役も務めるグループ最後の参加となる。新たに発足した『TOKYO IDOL PROJECT』のメインイベントとして位置付けられ、総合プロデューサーが濵田に交代した。引き続きコラボ企画は継続され、アイドリング!!!は女性アイドルグループ・ベイビーレイズJAPANをメインに、乗り込みコラボなどを実施した。
| 共演グループ           | 共演メンバー                 | 備考                     |
| ---------------------- | ---------------------------- | ------------------------ |
| ベイビーレイズJAPAN    | アイドリング!!!              | スペシャルコラボ         |
| あゆみくりかまき       | 河村唯・酒井瞳               | 乗り込みコラボ           |
| バニラビーンズ         | 横山ルリカ・佐藤ミケーラ倭子 | 乗り込みコラボ           |
| さんみゅ〜             | 高橋胡桃・古橋舞悠           | 乗り込みコラボ           |
| 妄想キャリブレーション | 関谷真由・橋本瑠果           | 乗り込みコラボ           |
| Doll☆Elements          | NEO fromアイドリング!!!      | コラボユニット・どる☆NEO |

個人でのコラボ
- 横山ルリカ×吉川友
- 古橋舞悠×愛迫みゆ(愛乙女★DOLL)×吉田凜音
- 関谷真由×林愛夏(ベイビーレイズJAPAN)×吉田凜音
- 河村唯×河村勉(Ground Zero)

### その他
この他、公式には設定されていないものの、メンバー内において18歳未満・20歳以上・高校生以下など、その都度で基準とした年長メンバーを「大人組」、年少メンバーを「子供組」と称することがある。シングルのカップリング曲などでは年長組・年少組に分かれて歌唱することがある が、この場合も当時のメンバー構成や年齢によって「大人組」「子供組」の編成も異なる。
定期ライブ等で上記のユニット曲を歌う場合は固定のメンバーにこだわらず、その場限りの即席ユニットが組まれることが多い。
そしてこれまでは、シングルのカップリングやアルバムの中で、上記の年長組・年少組も含め、特定のメンバーのみで収録された楽曲は複数存在していたが、特別なリリース企画以外にユニット名の言及はされていなかった。しかしその後、2014年発売の5thアルバム『GOLD EXPERIENCE』以降の作品から、公式にユニット名が付けられて提供されるようになっている。主な詳細は以下の通り。

#### アルバム提供のユニット

##### 『GOLD EXPERIENCE』
| ユニット名               | 楽曲                      | メンバー | 備考（由来など）                                                                                       |
| ------------------------ | ------------------------- | --- | --- |
| 梅酒 -UME/LIQUOR-        | あこがれアドレイション    | 河村唯、酒井瞳 | 河村のニックネーム「うめ（=梅）子」と「酒井」                                                          |
| カニSEVEN                | カニ子                    | 河村唯、長野せりな、三宅ひとみ、倉田瑠夏、尾島知佳、清久レイア、関谷真由                                               | 「めんどくさい」メンバー                                                                               |
| B型Ωアイドリング!!!      | 戦闘恋愛少女ロボB型の憂鬱 | 長野せりな、朝日奈央、菊地亜美、後藤郁、尾島知佳                                                                       | 血液型がB型のメンバー                                                                                  |
| U-17ing!!!               | Bon Voyage!               | 橋本楓、倉田瑠夏、高橋胡桃、石田佳蓮、玉川来夢、清久レイア、古橋舞悠、橋本瑠果、佐藤麗奈、佐藤ミケーラ倭子             | 17歳以下のメンバー                                                                                     |
| PEACE!アイドリング!!!    | 夏のお嬢さん              | 遠藤舞、外岡えりか、横山ルリカ、河村唯、長野せりな、酒井瞳、朝日奈央、菊地亜美、三宅ひとみ、橘ゆりか、大川藍、尾島知佳 | 平和『CRドキッ!丸ごと水着 女だらけの水泳大会 アイドルだらけで困っちゃうング!!!』に出演しているメンバー |
| 泣き虫!?アイドリング!!!  | 涙のフリージア            | 朝日奈央、菊地亜美、大川藍、玉川来夢                                                                                   | 番組中よく泣くメンバー                                                                                 |
| しっとり♮アイドリング!!! | Promise                   | 遠藤舞、外岡えりか、横山ルリカ、三宅ひとみ、橘ゆりか、伊藤祐奈、古橋舞悠、関谷真由                                     | 歌唱力に定評のあるメンバー                                                                             |

※「プリ♥きゅんサバイバル」はNEO fromアイドリング!!!の節を参照。

##### 『ロデオマシーン』
| ユニット名       | 楽曲                   | メンバー                                                                                       | 備考（由来など）   |
| ---------------- | ---------------------- | ---------------------------------------------------------------------------------------------- | ------------------ |
| 1st IDOLING!!!   | Dear Friend            | 外岡えりか・横山ルリカ                                                                         | 1期生メンバー      |
| 2nd IDOLING!!!   | Smiley Days            | 河村唯・長野せりな・酒井瞳・朝日奈央・三宅ひとみ                                               | 2期生メンバー      |
| 4th IDOLING!!!   | カルネアデスは痛くない | 倉田瑠夏・伊藤祐奈・尾島知佳                                                                   | 4期生メンバー      |
| 5th IDOLING!!!   | Baby Baby Sweets       | 高橋胡桃・石田佳蓮・玉川来夢                                                                   | 5期生メンバー      |
| NEO期 IDOLING!!! | 雨とワルツ             | 古橋舞悠・関谷真由・橋本瑠果・佐藤麗奈・佐藤ミケーラ倭子                                       | NEO期生メンバー    |
| U-18ing!!!       | お子様ラブ             | 橋本楓・倉田瑠夏・高橋胡桃・石田佳蓮・玉川来夢・古橋舞悠・橋本瑠果・佐藤麗奈・佐藤ミケーラ倭子 | 18歳以下のメンバー |

※「オレオレGO!」はHIP♡ATTACK fromアイドリング!!!の節を参照。

#### シングル提供のユニット
| ユニット名     | 楽曲                    | 収録作品            | メンバー | 備考（由来など）   |
| -------------- | ----------------------- | ------------------- | --- | ------------------ |
| U-17ing!!!     | 70億分の1               | 「キュピ♥」         | 橋本楓、倉田瑠夏、高橋胡桃、石田佳蓮、玉川来夢、清久レイア、古橋舞悠、橋本瑠果、佐藤麗奈                                                                                 | 17歳以下のメンバー |
| U-17ing!!!     | よくばりポンパドール    | 「黄金蟲」          | 橋本楓、高橋胡桃、玉川来夢、清久レイア、古橋舞悠、橋本瑠果、佐藤麗奈 | 17歳以下のメンバー |
| U-18ing!!!     | 恋のプレゼンター        | 「ユキウサギ」      | 橋本楓、倉田瑠夏、高橋胡桃、石田佳蓮、玉川来夢、清久レイア、古橋舞悠、橋本瑠果、佐藤麗奈、佐藤ミケーラ倭子                                                               | 18歳以下のメンバー |
| U-18ing!!!     | いきまっしょ ワッショイ | 「Cheering You!!!」 | 橋本楓、倉田瑠夏、高橋胡桃、石田佳蓮、玉川来夢、古橋舞悠、橋本瑠果、佐藤麗奈                                                                                             | 18歳以下のメンバー |
| O-18ing!!!     | SHA KA LA KA PARTY      | 「黄金蟲」          | 外岡えりか、横山ルリカ、河村唯、長野せりな、酒井瞳、朝日奈央、菊地亜美、三宅ひとみ、橘ゆりか、大川藍、倉田瑠夏、伊藤祐奈、尾島知佳、石田佳蓮、関谷真由、佐藤ミケーラ倭子 | 18歳以上のメンバー |
| O-19ing!!!     | Wing                    | 「ユキウサギ」      | 外岡えりか、横山ルリカ、河村唯、長野せりな、酒井瞳、朝日奈央、三宅ひとみ、橘ゆりか、大川藍、伊藤祐奈、尾島知佳、関谷真由                                                 | 19歳以上のメンバー |
| O-19ing!!!     | 特急ガール              | 「Cheering You!!!」 | 外岡えりか、横山ルリカ、河村唯、酒井瞳、朝日奈央、三宅ひとみ、橘ゆりか、大川藍、尾島知佳、関谷真由、佐藤ミケーラ倭子                                                     | 19歳以上のメンバー |
| 1st IDOLING!!! | HoRoRi                  | 「ユキウサギ」      | 外岡えりか、横山ルリカ | 1期生メンバー      |
| 1st IDOLING!!! | Over Drive              | 「Cheering You!!!」 | 外岡えりか、横山ルリカ | 1期生メンバー      |

## 作品

### シングル
|      | リリース日     | タイトル                                           | 最高 週間 順位 | 販売形態           | 規格品番                                    | 形態・備考                                           |
| ---- | -------------- | -------------------------------------------------- | -------------- | ------------------ | ------------------------------------------- | ---------------------------------------------------- |
| 1st  | 2007年7月11日  | ガンバレ乙女（笑）/friend                          | 13位           | CD CD+DVD          | PCCA-02459 PCCA-02458                       | 通常盤 初回限定盤                                    |
| 2nd  | 2008年1月23日  | Snow celebration/モテ期のうた                      | 9位            | CD CD+DVD          | PCCA-02607 PCCA-02606                       | 通常盤 初回限定盤                                    |
| 3rd  | 2008年7月16日  | 告白                                               | 9位            | CD CD+DVD          | PCCA-02703 PCCA-02702                       | 通常盤 初回限定盤                                    |
| 4th  | 2008年11月19日 | 「職業:アイドル。」                                | 5位            | CD CD+DVD          | PCCA-02783 PCCA-02782                       | 通常盤 初回盤                                        |
| 5th  | 2008年12月17日 | 犯人はあなたです♡ /NA・GA・RA                      | 16位           | CD                 | PCCA-02803                                  | フリフリアイドリング!!! /ギザギザアイドリング!!!     |
| 6th  | 2009年1月7日   | ベタな失恋〜渋谷に降る雪〜 /遥かなるバージンロード | 7位            | CD                 | PCCA-02804                                  | キュンキュンアイドリング!!! /バンバンアイドリング!!! |
| 7th  | 2009年4月29日  | baby blue                                          | 10位           | CD CD+DVD          | PCCA-02925 PCCA-02924                       | 通常盤 初回盤                                        |
| 8th  | 2009年7月22日  | 無条件☆幸福                                        | 5位            | CD CD+DVD          | PCCA-02965 PCCA-02963 PCCA-02964            | 通常盤 初回盤A 初回盤B                               |
| 9th  | 2009年12月2日  | 手のひらの勇気                                     | 17位           | CD                 | PCCA-70262                                  | ときめきアイドリング!!!                              |
| 10th | 2009年12月16日 | ラブマジック♡フィーバー                            | 10位           | CD                 | PCCA-70263                                  | ぷよぷよアイドリング!!!                              |
| 11th | 2010年1月27日  | S.O.W. センスオブワンダー                          | 6位            | CD CD+DVD          | PCCA-03096 PCCA-03094 PCCA-03095            | 通常盤 初回限定盤 FAIRY TAIL盤                       |
| 12th | 2010年6月9日   | 目には青葉 山ホトトギス 初恋                       | 6位            | CD CD+DVD CD       | PCCA-03169 PCCA-03167 PCCA-03168            | 通常盤 初回盤A 初回盤B                               |
| 13th | 2010年8月4日   | プールサイド大作戦                                 | 7位            | CD CD+DVD CD       | PCCA-03218 PCCA-03216 PCCA-03217            | 通常盤 初回盤A 初回盤B                               |
| 14th | 2010年11月23日 | eve                                                | 5位            | CD CD+DVD CD       | PCCA-03302 PCCA-03300 PCCA-03301            | 通常盤 初回盤A 初回盤B                               |
| 15th | 2011年3月2日   | やらかいはぁと                                     | 4位            | CD CD+DVD CD       | PCCA-03346 PCCA-03344 PCCA-03345            | 通常盤 初回盤A 初回盤B                               |
| 16th | 2011年7月27日  | Don't think. Feel !!!                              | 3位            | CD CD+DVD          | PCCA-03443 PCCA-03441 PCCA-03442            | 通常盤 初回盤A 初回盤B                               |
| 17th | 2012年1月18日  | MAMORE!!!                                          | 2位            | CD CD+DVD CD+BD CD | PCCA-70314 PCCA-03511 PCCA-03512 PCCA-03513 | 通常盤 初回限定盤A 初回限定盤B 初回限定盤C           |
| 18th | 2012年8月8日   | One Up!!!/苺牛乳                                   | 4位            | CD CD+DVD CD+BD    | PCCA-70335 PCCA-03631 PCCA-03632            | 通常盤 初回盤A 初回盤B                               |
| 19th | 2013年2月13日  | さくらサンキュー                                   | 3位            | CD CD+DVD CD+BD    | PCCA-70359 PCCA-03770 PCCA-03771            | 通常盤 初回限定盤A 初回限定盤B                       |
| 20th | 2013年8月7日   | サマーライオン                                     | 6位            | CD CD+DVD CD+BD CD | PCCA-70373 PCCA-03842 PCCA-03843 PCCA-03885 | 通常盤 初回盤A 初回盤B 初回盤C                       |
| 21st | 2013年11月13日 | シャウト!!!                                        | 6位            | CD CD+DVD CD+BD    | PCCA-70388 PCCA-03926 PCCA-03927            | 通常盤 初回盤A 初回盤B                               |
| 22nd | 2014年5月28日  | キュピ♥                                            | 6位            | CD CD+DVD CD+BD    | PCCA-70406 PCCA-04022 PCCA-04023            | 通常盤 初回盤A 初回盤B                               |
| 23rd | 2014年12月24日 | ユキウサギ                                         | 6位            | CD CD+DVD CD+BD    | PCCA-70423 PCCA-04134 PCCA-04135            | 通常盤 初回盤A 初回盤B                               |
| 24th | 2015年7月15日  | Cheering You!!!                                    | 4位            | CD CD+DVD CD+BD    | PCCA-70440 PCCA-04233 PCCA-04234            | 通常盤 初回盤A 初回盤B                               |

### アルバム
|     | リリース日    | タイトル               | 最高 週間 順位 | 販売形態        | 規格品番                              | 形態                                    |
| --- | ------------- | ---------------------- | -------------- | --------------- | ------------------------------------- | --------------------------------------- |
| 1st | 2008年2月27日 | だいじなもの           | 16位           | CD CD+DVD       | PCCA-02626 PCCA-02625                 | 通常盤 初回盤                           |
| 2nd | 2009年8月19日 | Petit-Petit            | 17位           | CD CD+DVD       | PCCA-02984 PCCA-02982 PCCA-02983      | ロープライス プレミアム スタンダード    |
| 3rd | 2010年3月3日  | SUNRISE                | 14位           | CD CD+DVD       | PCCA-03108 PCCA-03106 PCCA-03107      | ロープライス プレミアム スタンダード    |
| 4th | 2011年3月16日 | SISTERS                | 17位           | CD CD+DVD CD    | PCCA-03362 PCCA-03360 PCCA-03361      | 通常盤 初回盤A 初回盤B                  |
| 5th | 2014年1月8日  | GOLD EXPERIENCE        | 3位            | CD CD+DVD CD+BD | PCCA-03953 PCCA-03951 PCCA-03952      | 通常盤 初回盤A 初回盤B                  |
| 6th | 2015年3月18日 | ロデオマシーン         | 5位            | CD CD+DVD CD+BD | PCCA-4184 PCCA-4182 PCCA-4183 BRCA-68 | 通常盤 初回盤A 初回盤B Loppi・HMV限定盤 |
| 7th | 2015年9月9日  | SINGLE COLLECTIONグ!!! | 4位            | CD CD+DVD       | PCCA-4254 PCCA-4253                   | STANDARD EDITION LIMITED EDITION        |

### コンピレーション
|     | リリース日   | タイトル                                                         | 最高 週間 順位 | 販売形態 | 規格品番 | 形態・備考                    |
| --- | ------------ | ---------------------------------------------------------------- | -------------- | -------- | -------- | ----------------------------- |
| BOX | 2015年9月9日 | 〜などあって 〜良きところで -IDOLING!!! COMPLETE BOX 2007〜2015- | 33位           | CD+BD    | SCCA-23  | CD14・BD7枚組 予約限定BOX SET |

### 参加作品
| タイトル               | 名義                                                          | リリース日                               | 販売形態                           | 規格品番                         | 備考                                                                  |
| ---------------------- | ------------------------------------------------------------- | ---------------------------------------- | ---------------------------------- | -------------------------------- | --------------------------------------------------------------------- |
| ポンキッキメドレー2007 | ガチャピン・ムックとアイドリング!!!                           | 2007年9月26日                            | CD                                 | PCCA-70203                       |                                                                       |
| チューしようぜ!        | AKBアイドリング!!!                                            | 2009年4月1日                             | CD CD+DVD                          | PCCA-02874 PCCA-02872 PCCA-02873 | 通常盤 初回限定盤A 初回限定盤B                                        |
| 少女不安定             | 伊藤一朗&アイドリング!!!                                      | 2009年8月5日                             | CD CD+DVD                          | AVCD-23927 AVCD-23926            | 『DIVERSITY』に収録                                                   |
| ビッグ・イン・ジャパン | マーティン・ソルヴェグ with ドラゴネット feat.アイドリング!!! | 2011年6月6日 2011年9月7日 2011年10月26日 | CD（フランス等） CD（日本盤） 配信 | KCCD-450                         | 『スマッシュ』に収録 配信限定のシングル・ヴァージョンはアルバム未収録 |
| EZ DO DANCE            | アイドリング!!!                                               | 2012年12月19日                           | CD CD+DVD                          | AVCD-38661 AVCD-38660            | 『TRFリスペクトアイドルトリビュート!!』に収録 trfのカバー             |

### 映像作品

#### コンサート
|    | タイトル | リリース日     | 最高 週間 順位 | 販売形態 | 規格品番      |
| -- | --- | -------------- | -------------- | -------- | ------------- |
| 1  | 2007.12.15 アイドリング!!! 1st Live 「もっとガンバレ乙女（笑）」at Shinagawa STELLAR BALL                     | 2008年6月18日  | 41位           | DVD      | PCBP-51556    |
| 2  | 2008.3.30 アイドリング!!! 2nd Live 「だいじなもの」at Shibuya AX                                              | 2008年6月18日  | 37位           | DVD      | PCBP-51557    |
| 3  | アイドリング!!! in 冒険王ファイナル〜uRaのウラまで密着ング!!!〜                                               | 2008年10月31日 | 49位           | DVD      | PCBC-51310    |
| 4  | アイドリング!!! 3rd LIVE 決めるならこの夏っスング!!! 2008.07.05 at ZEPP TOKYO                                 | 2009年1月14日  | 50位           | DVD      | PCBP-51923    |
| 5  | アイドリング!!! 4th LIVE 何かが起こる予感が…ング!!!                                                           | 2009年6月24日  | 104位          | DVD      | PCBP-51936    |
| 6  | アイドリング!!! 卒業ライブ 〜新たなる旅立ちング!!!〜                                                          | 2009年7月1日   | 68位           | DVD      | PCBC-51324    |
| 7  | アイドリング!!! in お台場合衆国〜uRaのウラまで密着ング!!!〜                                                   | 2009年10月21日 | 69位           | DVD      | PCBC-51325    |
| 8  | アイドリング!!! はちたまライブ '09 SPRING                                                                     | 2009年12月25日 | 257位          | DVD      | PCBC-51327    |
| 9  | よしもとプリンセスシアターオープン記念ライブ 6DAYS【人気芸人vsアイドル】                                      | 2010年3月24日  |                | DVD      | YRBN-90097    |
| 10 | よしもとプリンセスシアターオープン記念ライブ 6DAYS【吉本新喜劇withアイドル】                                  | 2010年3月24日  |                | DVD      | YRBN-90098    |
| 11 | アイドリング!!! 6thライブ やーっ! おーっ!! ング!!!                                                            | 2010年4月21日  | 122位          | DVD      | PCBC-51332    |
| 12 | アイドリング!!! はちたまライブ Autumn to Christmas                                                            | 2010年5月19日  | 76位           | DVD      | PCBC-51334    |
| 13 | アイドリング!!! 7thライブ 人生=修行ナリング!!!                                                                | 2010年7月7日   | 82位           | DVD      | PCBC-51333    |
| 14 | アイドリング!!! はちたまライブ '10 Winter & Audition                                                          | 2010年9月1日   | 105位          | DVD      | PCBC-51335    |
| 15 | アイドリング!!! 8thライブ この気持ちは そうだ あれだ 恋なんでしょうング!!!                                    | 2010年11月17日 | 55位           | DVD      | PCBC-51338    |
| 16 | アイドリング!!!×YGA 品はちライブ in 品川よしもとプリンスシアター&大阪NGK                                      | 2010年12月22日 |                | DVD      | YRBN-90140    |
| 17 | TOKYO IDOL FESTIVAL2010                                                                                       | 2011年2月9日   | 117位          | DVD      | YRBN-90159/60 |
| 18 | アイドリング!!! 9thライブ ボンノウの数だけ愛がある!お正月eveング!!!                                           | 2011年5月18日  | 51位           | DVD      | PCBC-51339    |
| 19 | アイドリング!!! 10thライブ かんがえるな。感じろ!GO AHEADング!!!                                               | 2011年11月16日 | 60位           | DVD      | PCBC-51351    |
| 20 | TOKYO IDOL FESTIVAL 2011 Eco&Smile feat.アイドリング!!!                                                       | 2012年1月27日  |                | DVD      | PCBC-51353    |
| 21 | アイドリング!!! 11thライブ〜めっちゃ近いぞ!ビッグエッグング!!!〜                                              | 2012年6月6日   | 23位           | Blu-ray  | PCXC-50058    |
| 22 | アイドリング!!!初だ!ツアーだ!!ZEPPング!!!specialコンテンツ森田涼花・涙の卒業ライブ                            | 2012年12月19日 | 56位           | Blu-ray  | PCXC-50071    |
| 23 | TOKYO IDOL FESTIVAL 2012 feat.アイドリング!!!                                                                 | 2013年3月1日   | 53位           | Blu-ray  | PCXC-50079    |
| 24 | アイドリング!!!12thライブ「NiceでHotなKissしちゃいたい! 略してNHKング!!!」                                    | 2013年5月24日  | 40位           | Blu-ray  | PCXC-50082    |
| 25 | アイドリング!!!西へ!東へ!!ミステリィツアーング!!!2013                                                         | 2013年9月18日  | 47位           | Blu-ray  | PCXC-50091    |
| 26 | TOKYO IDOL FESTIVAL 2013 feat.アイドリング!!!                                                                 | 2014年1月15日  | 41位           | Blu-ray  | PCXC-50095    |
| 27 | アイドリング!!!13th LIVE 史上最大!25人の大作戦グ!!! 晴れ、時々神（ゴッド）                                    | 2014年3月19日  | 47位           | Blu-ray  | PCXC-50099    |
| 28 | 3号遠藤舞卒業ライブ〜さよならは別れの言葉じゃなくて再び逢うまでの遠い約束ング!!!〜                            | 2014年4月30日  | 19位           | Blu-ray  | PCXC-50101    |
| 29 | 25号かおるんの新しい旅立ち たくさんの想い出ごっちゃんですング!!!                                              | 2014年10月27日 | -              | Blu-ray  | MID-1410Z     |
| 30 | TOKYO IDOL FESTIVAL 2014 feat.アイドリング!!!                                                                 | 2014年11月19日 | 60位           | Blu-ray  | PCXC-50106    |
| 31 | アイドリング!!!14th LIVE 井の中のアイドリング!!!大海でバタアシング!!!菊地亜美アイドル卒業までのカウントダウン | 2015年4月15日  | 31位           | Blu-ray  | PCXC-50110    |
| 32 | アイドリング!!!13号長野せりな卒業ライブ ぷにぷに・またね・だいすき                                            | 2015年7月1日   | 46位           | Blu-ray  | PCXC-50111    |
| 33 | TOKYO IDOL FESTIVAL 2015 feat.アイドリング!!!                                                                 | 2015年10月30日 | -              | DVD      |               |
| 34 | アイドリング!!!15th LIVE ング!!!ング!!!祭りだ!!!〜良きところで武道館グ!!!                                     | 2015年12月23日 | 66位           | Blu-ray  | PCXC-50117    |

#### ミュージック・ビデオ
|   | タイトル                                                                                   | リリース日    | 販売形態    | 規格品番              |
| - | ------------------------------------------------------------------------------------------ | ------------- | ----------- | --------------------- |
| 1 | アイドリング!!! MUSIC VIDEO COLLECTION 2007-2009 そこそこたまったんで出しちゃいますング!!! | 2009年3月18日 | DVD         | PCBP-51595            |
| 2 | アイドリング!!! Music Video Collection 2 2009-2011                                         | 2011年9月21日 | DVD Blu-ray | PCBP-52077 PCXP-50043 |
| 3 | アイドリング!!! ゾゾゾゾゾゾってゾンビった                                                 | 2013年7月23日 | DVD         | B002031-000057        |

#### イメージビデオ
|    | タイトル | リリース日     | 最高 週間 順位 | 販売形態 | 規格品番   |
| -- | --- | -------------- | -------------- | -------- | ---------- |
| 1  | アイドリング!!! in 石垣島〜グラビアアイドルのDVDっぽくしてみましたング!!!〜                                 | 2009年2月4日   | 28位           | DVD      | PCBC-60940 |
| 2  | アイドリング!! !in 石垣島〜アイドルっぽくないuRaの部分もみせちゃうング!!!〜                                 | 2009年3月18日  | 48位           | DVD      | PCBC-51323 |
| 3  | アイドリング!!! IN 沖縄 万座ビーチ〜グラビアアイドルのDVDってここまでやらないんじゃ…ング!!!〜               | 2009年11月18日 | 58位           | DVD      | PCBC-51326 |
| 4  | アイドリング!!! IN 沖縄 万座ビーチ〜アイドルっぽくないuRaの部分までまたまた見せちゃうング!!!〜              | 2010年2月17日  | 57位           | DVD      | PCBC-51328 |
| 5  | アイドリング!!! IN 沖縄 万座ビーチ2010 グラビアアイドルのDVDっぽいですけど体を張ってやってますング!!!       | 2010年10月13日 | 23位           | DVD      | PCBC-51336 |
| 6  | アイドリング!!! in 沖縄万座ビーチ2010夏〜アイドルっぽくないuRaのウラのウラまで見せちゃうング!!! URAHHH!〜   | 2010年12月1日  | 58位           | DVD      | PCBC-51337 |
| 7  | グアムアイドリング!!! グラビアアイドルのDVDっぽくグアムばってます グアムだけにング!!!                       | 2011年12月21日 | 147位          | DVD      | PCBC-51352 |
| 8  | グアムアイドリング!!! アイドルっぽくないuRaのウラもまだまだグアムばってみせちゃう! グアムだけにング!!!      | 2012年2月24日  | 85位           | DVD      | PCBC-51354 |
| 9  | グアムアイドリング!!! 3D飛び出るようにグアムばってます グアムだけにング!!!                                  | 2012年7月18日  | 46位           | Blu-ray  | PCXC-50062 |
| 10 | 石垣アイドリング!!! グラビアアイドルのBlu-rayっぽくしてみましたング!!! 君といた夏                           | 2012年11月21日 | 51位           | Blu-ray  | PCXC-50065 |
| 11 | 石垣アイドリング!!!2012 アイドルっぽくないウラのウラもまだまだ見せちゃうング!!!                             | 2013年1月16日  | 22位           | Blu-ray  | PCXC-50074 |
| 12 | ハワイアイドリング!!! 青い空青い海常夏の島で撮れだか上々 グラビアアイドルのBlu-rayっぽくしてみましたング!!! | 2013年7月26日  | 61位           | Blu-ray  | PCXC-50087 |
| 13 | 水着!コスプレ!オフショット!満載ハワイアイドリング!!!2013 そのまたuRaを見せちゃうング!!!                     | 2013年10月25日 | 49位           | Blu-ray  | PCXC-50092 |

#### アイドリング!!!
|    | タイトル                                                      | リリース日     | 最高 週間 順位 | 販売形態 | 規格品番   |
| -- | ------------------------------------------------------------- | -------------- | -------------- | -------- | ---------- |
| 1  | アイドリング!!! Season1 DVD-BOX                               | 2008年6月27日  | 88位           | DVD      | PCBC-60922 |
| 2  | アイドリング!!! Season2 DVD-BOX                               | 2008年11月28日 | 57位           | DVD      | PCBC-60923 |
| 3  | アイドリング!!! Season3 DVD-BOX                               | 2009年4月15日  | 34位           | DVD      | PCBC-60941 |
| 4  | アイドリング!!! Season4 DVD-BOX                               | 2009年9月2日   | 51位           | DVD      | PCBC-60942 |
| 5  | アイドリング!!! Season5 DVD-BOX                               | 2010年3月17日  | 81位           | DVD      | PCBC-60943 |
| 6  | アイドリング!!! Season6 DVD-BOX                               | 2010年6月16日  | 74位           | DVD      | PCBC-60945 |
| 7  | アイドリング!!! Season7 DVD-BOX                               | 2010年10月29日 | 100位          | DVD      | PCBC-60946 |
| 8  | アイドリング!!! Season8 DVD-BOX                               | 2010年12月15日 | 110位          | DVD      | PCBC-60947 |
| 9  | アイドリング!!! Season9 DVD-BOX                               | 2011年4月27日  | 142位          | DVD      | PCBC-60948 |
| 10 | アイドリング!!! Season10 DVD-BOX                              | 2011年9月21日  | 123位          | DVD      | PCBC-60949 |
| 11 | アイドリング!!! Season11 DVD-BOX                              | 2012年3月7日   | 89位           | DVD      | PCBC-60950 |
| 12 | アイドリング!!! Season12 DVD-BOX                              | 2012年6月29日  | 97位           | DVD      | PCBC-60952 |
| 13 | アイドリング!!! Season13 DVD-BOX                              | 2012年10月17日 | 51位           | DVD      | PCBC-60953 |
| 14 | アイドリング!!! Season14 DVD-BOX                              | 2013年3月20日  | 134位          | DVD      | PCBC-60954 |
| 15 | アイドリング!!! Season15 DVD-BOX                              | 2013年6月28日  | 97位           | DVD      | PCBC-60955 |
| 16 | アイドリング!!! Season16 DVD-BOX                              | 2013年11月29日 | 109位          | DVD      | PCBC-60956 |
| 17 | 「アイドリング!!!」2012上半期ベストセレクショング!!!          | 2014年2月19日  | 39位           | Blu-ray  | PCXC-50097 |
| 18 | 「アイドリング!!!」2012下半期ベストセレクショング!!!          | 2014年6月18日  | 46位           | Blu-ray  | PCXC-50104 |
| 19 | 「アイドリング!!!」2013上半期ベストセレクショング!!!          | 2014年10月15日 | 33位           | Blu-ray  | PCXC-50105 |
| 20 | 「アイドリング!!!」2013下半期ベストセレクショング!!!          | 2015年2月18日  | 44位           | Blu-ray  | PCXC-50108 |
| 21 | 「アイドリング!!!」ベストセレクショング!!!ファイナル('14-'15) | 2016年2月17日  | 38位           | Blu-ray  | PCXC-60070 |

#### フジテレビ・サマーイベント会場限定発売ビデオ
お台場冒険王・お台場合衆国・お台場新大陸・お台場夢大陸の会場にて限定発売されたDVD及びPlugAir。
|    | タイトル | リリース日    | 販売形態 | 規格品番      |
| -- | --- | ------------- | -------- | ------------- |
| 1  | お台場冒険王ファイナル限定版 アイドリング!!!の夏休みング!!! 〜朝から昼編〜                                                                     | 2008年7月28日 | DVD      | V-0801677     |
| 2  | お台場冒険王ファイナル限定版 アイドリング!!!の夏休みング!!! 〜昼から夜編〜                                                                     | 2008年7月28日 | DVD      | V-0801676     |
| 3  | お台場合衆国限定版 アイドリング!!!の夏休みング!!!2009 Part1                                                                                    | 2009年7月27日 | DVD      | CXDV-0007     |
| 4  | お台場合衆国限定版 アイドリング!!!の夏休みング!!!2009 Part2                                                                                    | 2009年7月27日 | DVD      | CXDV-0009     |
| 5  | お台場合衆国限定版 アイドリング!!!の夏休みング!!!2009 Part3 恐怖の実話怪談… アイドリング耳袋!!! これはガチです。                               | 2009年8月11日 | DVD      | CXDV-0011     |
| 6  | お台場合衆国限定版 アイドリング!!!の夏休みング!!!2009 Part4 恐怖の実話怪談… アイドリング耳袋!!! これはガチです。                               | 2009年8月11日 | DVD      | CXDV-0012     |
| 7  | お台場合衆国限定版 アイドリング!!!の夏休みング!!!2010 Part1                                                                                    | 2010年7月17日 | DVD      | CXDV-0020     |
| 8  | お台場合衆国限定版 アイドリング!!!の夏休みング!!!2010 Part2                                                                                    | 2010年7月17日 | DVD      | CXDV-0021     |
| 9  | お台場合衆国限定版 アイドリング!!!の夏休みング!!!2010 Part3 まじ泣きメンバー続出… アイドリング!!!肝だめしング!!!                               | 2010年8月14日 | DVD      | CXDV-0022     |
| 10 | お台場合衆国限定版 アイドリング!!!の夏休みング!!!2010 Part4 恐怖の実話怪談… アイドリング耳袋!!! これもガチです。                               | 2010年8月14日 | DVD      | CXDV-0023     |
| 11 | お台場合衆国限定版 アイドリング!!!の夏休みング!!!2011 Part1                                                                                    | 2011年7月17日 | DVD      | CXDV-0024     |
| 12 | お台場合衆国限定版 アイドリング!!!の夏休みング!!!2011 Part2                                                                                    | 2011年7月17日 | DVD      | CXDV-0025     |
| 13 | お台場合衆国限定版 アイドリング!!!の夏休みング!!!2011 Part3 本気でやります… アイドリング!!!百物語ング!!!&常夏アイランド バスケ編               | 2011年8月15日 | DVD      | CXDV-0026     |
| 14 | お台場合衆国限定版 アイドリング!!!の夏休みング!!!2011 Part4 本気でやります… アイドリング!!!百物語ング!!!其の弐&常夏アイランド まったりトーク編 | 2011年8月15日 | DVD      | CXDV-0027     |
| 15 | お台場合衆国限定 アイドリング!!!の夏休みング!!! 2012 Part1                                                                                     | 2012年7月21日 | DVD      | CXDV-0028     |
| 16 | お台場合衆国限定 アイドリング!!!の夏休みング!!!2012 Part2                                                                                      | 2012年7月21日 | DVD      | CXDV-0029     |
| 17 | お台場合衆国限定 アイドリング!!!の夏休みング!!!2012 Part3                                                                                      | 2012年8月16日 | DVD      | CXDV-0030     |
| 18 | お台場合衆国限定 アイドリング!!!の夏休みング!!!2012 Part4                                                                                      | 2012年8月16日 | DVD      | CXDV-0031     |
| 19 | お台場合衆国限定 アイドリング!!!の夏休みング!!!2013 Part1                                                                                      | 2013年7月17日 | DVD      | MID-SV13-01   |
| 20 | お台場合衆国限定 アイドリング!!!の夏休みング!!!2013 Part2                                                                                      | 2013年7月17日 | DVD      | MID-SV13-02   |
| 21 | お台場合衆国限定 アイドリング!!!の夏休みング!!!2013 Part3                                                                                      | 2013年7月27日 | DVD      | MID-SV13-03   |
| 22 | お台場合衆国限定 アイドリング!!!の夏休みング!!!2013 Part4                                                                                      | 2013年7月27日 | DVD      | MID-SV13-04   |
| 23 | アイドリング!!!の夏休みング!!!2014 Part1 | 2014年7月19日 | DVD      | MID-SV14-01   |
| 24 | アイドリング!!!の夏休みング!!!2014 Part2 | 2014年7月19日 | PlugAir  | 223530-000000 |
| 25 | アイドリング!!!の夏休みング!!!2014 Part3 | 2014年8月5日  | DVD      | MID-SV14-03   |
| 26 | アイドリング!!!の夏休みング!!!2014 Part4 | 2014年8月5日  | PlugAir  | 224990-000000 |
| 27 | アイドリング!!!FES 2015 心機一転←!!!→初志貫徹 史上最長ライブの裏側に完全密着ング!!!                                                            | 2015年7月19日 | DVD      | MID-SV15-01   |
| 28 | アイドリング!!!の夏休みング!!!2015 | 2015年8月8日  | DVD      | MID-SV15-02   |

#### 月刊アイドリング!!!
アイドリング!!!のファンクラブ「ファン様クラブ」会員限定発売のDVD。イベント会場などでも販売されることもあるため、ファンクラブの会員でなくても購入が可能ではある。
「月刊アイドリング!!!」と題して2009年4月から2010年3月まで毎月発売されたが、要望により2010年7月号より再開された。封入特典として、メンバー2人のいずれかのトレーディングカードが特典として封入される。
|    | タイトル                                                                                   | リリース日     |
| -- | ------------------------------------------------------------------------------------------ | -------------- |
| 1  | 2009年4月号                                                                                | 2009年4月30日  |
| 2  | 2009年5月号                                                                                | 2009年5月30日  |
| 3  | 2009年6月号                                                                                | 2009年6月30日  |
| 4  | 2009年7月号                                                                                | 2009年7月30日  |
| 5  | 2009年8月号                                                                                | 2009年8月30日  |
| 6  | 2009年9月号                                                                                | 2009年9月30日  |
| 7  | 2009年10月号                                                                               | 2009年10月30日 |
| 8  | 2009年11月号                                                                               | 2009年11月30日 |
| 9  | 2009年12月号                                                                               | 2009年12月30日 |
| 10 | 2010年1月号                                                                                | 2010年1月30日  |
| 11 | 2010年2月号                                                                                | 2010年2月28日  |
| 12 | 2010年3月号                                                                                | 2010年3月30日  |
| 13 | 2010年7月号                                                                                | 2010年6月30日  |
| 14 | 2010年8月号                                                                                | 2010年7月30日  |
| 15 | 2010年9月号                                                                                | 2010年8月30日  |
| 16 | 2010年10月号                                                                               | 2010年9月30日  |
| 17 | 2010年11月号                                                                               | 2010年10月30日 |
| 18 | 2010年12月号                                                                               | 2010年11月30日 |
| 19 | 2011年1月号                                                                                | 2010年12月30日 |
| 20 | 2011年2月号                                                                                | 2011年1月30日  |
| 21 | 2011年3月号                                                                                | 2011年3月4日   |
| 22 | 2011年4月号                                                                                | 2011年4月8日   |
| 23 | 2011年5月号                                                                                | 2011年4月30日  |
| 24 | 2011年6月号                                                                                | 2011年5月30日  |
| 25 | 2011年7月号                                                                                | 2011年6月30日  |
| 26 | 2011年8月号                                                                                | 2011年8月4日   |
| 27 | 2011年9月号                                                                                | 2011年8月30日  |
| 28 | 2011年10月号                                                                               | 2011年9月30日  |
| 29 | 2011年11月号                                                                               | 2011年10月30日 |
| 30 | 2011年12月号                                                                               | 2011年11月30日 |
| 31 | 2012年1月号                                                                                | 2011年12月30日 |
| 32 | 2012年2月号                                                                                | 2012年2月8日   |
| 33 | 2012年3月号                                                                                | 2012年3月9日   |
| 34 | 増刊号 TIFのuRaもう全部見せます、しゃべりますング!!!                                       | 2012年3月9日   |
| 35 | 2012年4月号                                                                                | 2012年4月4日   |
| 36 | 2012年5月号                                                                                | 2012年5月10日  |
| 37 | 2012年6月号                                                                                | 2012年5月30日  |
| 38 | 2012年7月号                                                                                | 2012年6月30日  |
| 39 | 2012年8月号                                                                                | 2012年8月      |
| 40 | 2012年9月号                                                                                | 2012年9月      |
| 41 | 増刊号 TOKYO IDOL FESTIVAL 2012 ステージuRa完全密着!!!                                     | 2012年9月      |
| 42 | 2012年10月号                                                                               | 2012年9月30日  |
| 43 | 増刊号 フランスロケ完全版                                                                  | 2012年10月     |
| 44 | 2012年11月号                                                                               | 2012年10月30日 |
| 45 | 2012年11月増刊号 シークレットッ娘心霊ツアー!                                               | 2012年11月20日 |
| 46 | 2012年12月号                                                                               | 2012年12月     |
| 47 | 2013年1月号                                                                                | 2013年1月17日  |
| 48 | 2013年2月号                                                                                | 2013年1月31日  |
| 49 | 増刊号 沖縄ロケ完全版                                                                      | 2013年3月26日  |
| 50 | 2013年3月号                                                                                | 2012年3月28日  |
| 51 | 2013年4月号                                                                                | 2013年4月25日  |
| 52 | 2013年5月号                                                                                | 2013年5月9日   |
| 53 | 増刊号 再会の日uRa側完全密着!&奇跡の9人はちたまライブ!!!完全版                             | 2013年5月16日  |
| 54 | 2013年6月号                                                                                | 2013年6月3日   |
| 55 | ハワイ増刊号 撮れ高上々↑↑撮影合間にどっちがハワイを満喫出来るか対決!!しちゃいました!       | 2013年6月14日  |
| 56 | 2013年7月号                                                                                | 2013年6月21日  |
| 57 | 2013年8月号                                                                                | 2013年7月22日  |
| 58 | 2013年9月号                                                                                | 2013年9月11日  |
| 59 | 増刊号 2013年4月13日にZepp Tokyoで行われた「ミステリィツアーング!!!」の裏側にカメラが密着! | 2013年9月18日  |
| 60 | 2013年10月号                                                                               | 2013年10月24日 |
| 61 | 2013年11月号                                                                               | 2013年11月21日 |
| 62 | 2013年12月号                                                                               | 2013年12月26日 |
| 63 | 2014年1月号                                                                                | 2014年1月23日  |
| 64 | 2014年2月号                                                                                | 2014年2月26日  |
|    | 増刊号 遠藤舞卒業SP!!!～最後の思い出にやりたいことをやっちゃいましたング!!!～              | 2014年1月31日  |
| 65 | 2014年3月号                                                                                | 2014年3月26日  |
| 66 | 2014年4月号                                                                                | 2014年4月30日  |
| 67 | 2014年5月号                                                                                | 2014年5月21日  |
| 68 | 2014年6月号                                                                                | 2014年6月18日  |
| 69 | 2014年7月号                                                                                | 2014年7月9日   |
| 70 | 2014年8月号                                                                                | 2014年8月20日  |
| 71 | 2014年9月号                                                                                | 2014年9月26日  |
| 72 | 2014年10月号                                                                               | 2014年10月30日 |
| 73 | 2014年11月号                                                                               | 2014年11月20日 |
| 74 | 2014年12月号                                                                               | 2014年12月25日 |
| 75 | 2015年1月号                                                                                | 2015年1月21日  |
| 76 | 2015年2月号                                                                                | 2015年2月18日  |
| 77 | 2015年3月号                                                                                | 2015年3月11日  |
| 78 | 2015年4月号                                                                                | 2015年4月15日  |
| 79 | 2015年5月号                                                                                | 2015年5月20日  |
| 80 | 2015年6月号                                                                                | 2015年7月2日   |
| 81 | 2015年7月号「アイドリング!!!FES 2015 前編」                                                | 2015年8月8日   |
| 82 | 2015年8月号「アイドリング!!!FES 2015 後編」                                                | 2015年8月26日  |
| 83 | 2015年9月号                                                                                | 2015年9月30日  |
| 84 | 2015年10月最終号                                                                           | 2015年10月30日 |

#### その他
|   | タイトル                                                                    | リリース日     | 販売形態 | 規格品番   |
| - | --------------------------------------------------------------------------- | -------------- | -------- | ---------- |
| 1 | 不思議の国のアイドリング!!!〜澄んだ瞳でいたいから〜                         | 2011年7月20日  | DVD      | PCBC-51340 |
| 2 | げきだんアイドリング!!! First Performance ペロン〜特撰カルビ7人前をペロン〜 | 2012年4月18日  | DVD      | PCBC-51355 |
| 3 | アイドリング!!!の3Dングでブルーレイング!!!                                  | 2010年12月24日 | Blu-ray  | PCXC-50026 |
| 4 | アイドリング!!!朗読劇『あの日、たしかに私たちは「アイドル」だった。』       | 2015年10月20日 | DVD      |            |
| 5 | アイドリング!!!舞台『見よ、飛行機の高く飛べるを』                           | 2015年11月30日 | DVD      |            |

#### SD
- リゾートアイドリング!!! 遊び疲れたし甘いものでも食べよ（2010年12月31日発売）
- リゾートアイドリング!!! せっかく来たんだしさ うみへいこうよ（2010年12月31日発売）

### 出版作品

#### 書籍
- アイドリング!!!収録中!!!（2013年10月3日、徳間書店）[142]
- アイドリング!!! 卒業アルバム 2006-2015（2015年10月30日、徳間書店）

#### 写真集
- アイドリング!!! ビジュアルブログ 煮詰まります!（2008年3月14日、扶桑社）ISBN 978-4-594-05600-1
- B.L.T.特別編集 アイドリング!!!LIVE2008"だいじなもの"(TOKYONEWSMOOK)（2008年6月4日、東京ニュース通信社）ISBN 978-4-86336-008-2
- アイドリング!!! in 石垣島（2008年12月12日、スクウェア・エニックス、編集：ヤングガンガン編集部）ISBN 978-4-7575-2438-5
- アイドリング!!! 御一行様（2009年8月28日、スクウェア・エニックス、編集：ヤングガンガン編集部）ISBN 978-4-7575-2644-0
- IDOLING!!!さん（2010年10月1日、スクウェア・エニックス、編集：ヤングガンガン編集部）ISBN 978-4-7575-3016-4
- もっと♥アイドリング!!! 公式ガイドング!!!（2010年12月6日、木楽舎）[143]ISBN 978-4-86324-033-9
- アイドリング!!! ふぉ〜inグアム（BOMB特別編集）（2011年10月6日、学研パブリッシング、撮影：樂滿直城、藤本和典）ISBN 978-4-05-405084-6
- アイドリング!!! のワーキング!!!（2012年4月18日、双葉社）ISBN 9784575304046
- アイドリング!!! 水着写真集in石垣島（DVD付き）「アイドリング!!! GO↑GO↑」（2012年10月19日、スクウェア・エニックス、撮影：樂滿直城、佐藤佑一）ISBN 978-4-7575-3774-3
- アイドリング!!!6th水着写真集 アイドリング!!!ムギュッとハワイ（DVD付き）（2013年7月19日、扶桑社）ISBN 9784594068431

ムック
- B.L.T. U-17 Vol.30（2013年5月9日、東京ニュース通信社）[144]

#### トレーディングカード
- オフィシャルトレーディングカード（2010年10月、ベースボールマガジン社）
- オフィシャルトレーディングカードング!!!2012（2011年12月、ベースボールマガジン社）
- オフィシャルトレーディングカードング!!!2013（2012年12月、ベースボールマガジン社）
- オフィシャルトレーディングカードング!!!2014（2013年12月、ベースボールマガジン社）
- オフィシャルトレーディングカードング!!!2015（2014年11月、ベースボールマガジン社）

#### カレンダー
- アイドリング!!! 2008 CALENDAR（2007年11月、東京ニュース通信社）
- アイドリング!!! 2015年カレンダー（2014年10月25日、トライエックス）
- アイドリング!!! 2016年カレンダー（2015年11月、フジテレビジョン）

## タイアップ
| 楽曲名                      | タイアップ先                                                                                 | 収録作品                                                             |
| --------------------------- | -------------------------------------------------------------------------------------------- | -------------------------------------------------------------------- |
| ガンバレ乙女（笑）          | フジテレビ721・739『アイドリング!!!』テーマソング                                            | 「ガンバレ乙女（笑）/friend」                                        |
| friend                      | テレビ東京系アニメ『家庭教師ヒットマンREBORN!』エンディングテーマ                            | 「ガンバレ乙女（笑）/friend」                                        |
| キミがスキ                  | 「お台場学園2008〜文化祭〜」イメージソング                                                   | 「ガンバレ乙女（笑）/friend」                                        |
| 百花繚乱アイドリング!!!     | 山形放送『ピヨ卵ワイド』オープニングBGM                                                      | 「ガンバレ乙女（笑）/friend」                                        |
| Snow celebration            | 「HOT☆FANTASY ODAIBA 2007-2008」イメージソング                                               | 「Snow celebration/モテ期のうた」                                    |
| Snow celebration            | ミュードラ『Snow celebration』主題歌                                                         | 「Snow celebration/モテ期のうた」                                    |
| 告白                        | Microsoft Windows Vista「Vista学園」キャンペーンソング                                       | 「告白」                                                             |
| トキメキDREAMィング!!!      | 「ROBO_JAPAN 2008」イメージソング                                                            | 「「職業:アイドル。」」                                              |
| レモンドロップ              | 映画『ピョコタン・プロファイル』エンディングテーマ                                           | 「「職業:アイドル。」」                                              |
| 犯人はあなたです♡           | 「HOT☆FANTASY ODAIBA 2008-2009」イメージソング                                               | 「犯人はあなたです♡/NA・GA・RA」                                     |
| NA・GA・RA                  | 「HOT☆FANTASY ODAIBA 2008-2009」イメージソング                                               | 「犯人はあなたです♡/NA・GA・RA」                                     |
| ベタな失恋〜渋谷に降る雪〜  | アイドル選手権「Push★1」イメージソング                                                       | 「ベタな失恋〜渋谷に降る雪〜 /遥かなるバージンロード」               |
| 遥かなるバージンロード      | アイドル選手権「Push★1」イメージソング                                                       | 「ベタな失恋〜渋谷に降る雪〜 /遥かなるバージンロード」               |
| baby blue                   | フジテレビ系『奇跡体験!アンビリバボー』2009年4月 - 7月度エンディングテーマ                   | 「baby blue」                                                        |
| 無条件☆幸福                 | フジテレビ系『ライオンのごきげんよう』2009年7 - 9月度エンディングテーマ                      | 「無条件☆幸福」                                                      |
| 手のひらの勇気              | PSP専用ゲームソフト『ときめきメモリアル4』オープニングテーマ                                 | 「手のひらの勇気」                                                   |
| ラブマジック♡フィーバー     | PSP専用ゲームソフト『ぷよぷよ7』イメージソング                                               | 「ラブマジック♡フィーバー」                                          |
| S.O.W. センスオブワンダー   | テレビ東京系アニメ『FAIRY TAIL』2010年1月 - 3月度オープニングテーマ                          | 「S.O.W. センスオブワンダー」                                        |
| Don't be afraid             | フジテレビ系『奇跡体験!アンビリバボー』2010年1月 - 3月度エンディングテーマ                   | 「S.O.W. センスオブワンダー」                                        |
| SUNRISE                     | フジテレビ系『奇跡体験!アンビリバボー』2010年1月 - 3月度エンディングテーマ                   | 『SUNRISE』                                                          |
| ボクラの庭                  | 『ECOアイドリング!!!』キャンペーンソング                                                     | 「目には青葉 山ホトトギス 初恋」                                     |
| プールサイド大作戦          | 平和『CRドキッ!丸ごと水着 女だらけの水泳大会 アイドルだらけで困っちゃうング!!!』挿入歌       | 「プールサイド大作戦」                                               |
| キャラメルラテ飲み行こー!   | 平和『CRドキッ!丸ごと水着 女だらけの水泳大会 アイドルだらけで困っちゃうング!!!』挿入歌       | 「eve」                                                              |
| やらかいはぁと              | PS3専用ゲームソフト『リトルビッグプラネット2』CMソング                                       | 「やらかいはぁと」                                                   |
| やらかいはぁと              | 平和『CRドキッ!丸ごと水着 女だらけの水泳大会 アイドルだらけで困っちゃうング!!!』挿入歌       | 「やらかいはぁと」                                                   |
| Queen Bee〜少女の時代から〜 | フジテレビ系『奇跡体験!アンビリバボー』2011年1月 - 3月度エンディングテーマ                   | 「やらかいはぁと」                                                   |
| 粉雪が舞う街並みで          | CBCテレビ『お宝発信タワー DAI-NAMO』エンディングテーマ                                       | 「やらかいはぁと」                                                   |
| まけへんで                  | フジテレビ系『即決!ワケありネェさんEX』2011年4月 - 6月度エンディングテーマエンディングテーマ | 『SISTERS』                                                          |
| Don't think. Feel !!!       | テレビ東京系アニメ『FAIRY TAIL』2011年7月 - 9月度エンディングテーマ                          | 「Don't think. Feel !!!」                                            |
| 恋の20連鎖 !!               | 『ぷよぷよ!! Puyopuyo 20th anniversary』 (SEGA) 応援ソング                                   | 「Don't think. Feel !!!」                                            |
| MAMORE!!!                   | フジテレビ系『奇跡体験!アンビリバボー』2012年1月 - 3月度エンディングテーマ                   | 「MAMORE!!!」                                                        |
| MAMORE!!!                   | 平和『CRドキッ!丸ごと水着 女だらけの水泳大会 アイドルだらけで困っちゃうング!!!』挿入歌       | 「MAMORE!!!」                                                        |
| サラサラ★キューティコー     | TBS系『はなまるマーケット』2012年1月 - 3月度エンディングテーマ                               | 「MAMORE!!!」                                                        |
| One Up!!!                   | 平和『CRドキッ!丸ごと水着 女だらけの水泳大会 アイドルだらけで困っちゃうング!!!』挿入歌       | 「One Up!!!/苺牛乳」                                                 |
| 苺牛乳                      | 平和『CRドキッ!丸ごと水着 女だらけの水泳大会 アイドルだらけで困っちゃうング!!!』挿入歌       | 「One Up!!!/苺牛乳」                                                 |
| 女神のパルス                | 丸大食品『がんばれ!ニッポン! キャンペーン』公式応援ソング                                    | 「One Up!!!/苺牛乳」                                                 |
| サマーライオン              | フジテレビ系『志村だヨ!』2013年8月度エンディングテーマ                                       | 「サマーライオン」                                                   |
| シャウト!!!                 | テレビ朝日系『musicる TV』2013年11月度オープニングテーマ                                     | 「シャウト!!!」                                                      |
| シャウト!!!                 | 新潟総合テレビ『スマイルスタジアム』2013年12月度エンディングテーマ                           | 「シャウト!!!」                                                      |
| 寒い夜だから…               | 『冬フェス2013-14 〜5539フジテレビ〜』イメージソング                                         | 『GOLD EXPERIENCE』                                                  |
| 夏のお嬢さん                | 平和『CRドキッ!丸ごと水着 女だらけの水泳大会 アイドルだらけで困っちゃうング!!!』挿入歌       | 『GOLD EXPERIENCE』                                                  |
| キュピ♥                     | 『春フェス2014 〜5539フジテレビ〜』イメージソング                                            | 「キュピ♥」                                                          |
| キュピ♥                     | ABCテレビ『ごきげん!ブランニュ』エンディングテーマ                                           | 「キュピ♥」                                                          |
| キュピ♥                     | 新潟総合テレビ『スマイルスタジアム』2014年6月度エンディングテーマ                            | 「キュピ♥」                                                          |
| ユキウサギ                  | 新潟総合テレビ『スマイルスタジアム』2014年12月・2015年1月度エンディングテーマ                | 「ユキウサギ」                                                       |
| Wing                        | 平和『CRドキッ!丸ごと水着 女だらけの水泳大会 アイドルだらけで困っちゃうング!!!』挿入歌       | 「ユキウサギ」                                                       |
| Cheering You!!!             | フジテレビ系『志村座』2015年7月度エンディングテーマ                                          | 「Cheering You!!!」                                                  |
| Cheering You!!!             | 新潟総合テレビ『スマイルスタジアム』2015年7・8月度エンディングテーマ                         | 「Cheering You!!!」                                                  |
| 〜などあって 〜良きところで | フジテレビONE『アイドリング!!! 10年目の明日ング!!!』2015年9・10月度オープニングテーマ        | 『SINGLE COLLECTIONグ!!!』                                           |
| I want you hot              | 劇団アイドリング!!! 『ペロン〜特撰カルビ7人前をペロン〜』挿入歌                              | 『〜などあって 〜良きところで -IDOLING!!! COMPLETE BOX 2007〜2015-』 |
| Journey to the shining star | 劇団アイドリング!!! 『ペロン〜特撰カルビ7人前をペロン〜』挿入歌                              | 『〜などあって 〜良きところで -IDOLING!!! COMPLETE BOX 2007〜2015-』 |
| One night vacation          | 劇団アイドリング!!! 『ペロン〜特撰カルビ7人前をペロン〜』挿入歌                              | 『〜などあって 〜良きところで -IDOLING!!! COMPLETE BOX 2007〜2015-』 |
| Only memory                 | 劇団アイドリング!!! 『ペロン〜特撰カルビ7人前をペロン〜』挿入歌                              | 『〜などあって 〜良きところで -IDOLING!!! COMPLETE BOX 2007〜2015-』 |
| シーサイド計画              | 平和『CRドキッ!丸ごと水着 女だらけの水泳大会 アイドルだらけで困っちゃうング!!!』挿入歌       | 『〜などあって 〜良きところで -IDOLING!!! COMPLETE BOX 2007〜2015-』 |
| とびきり夏BODY              | 平和『CRドキッ!丸ごと水着 女だらけの水泳大会 アイドルだらけで困っちゃうング!!!』挿入歌       | 『〜などあって 〜良きところで -IDOLING!!! COMPLETE BOX 2007〜2015-』 |
| C-Girl                      | 平和『CRドキッ!丸ごと水着 女だらけの水泳大会 アイドルだらけで困っちゃうング!!!』挿入歌       | 『〜などあって 〜良きところで -IDOLING!!! COMPLETE BOX 2007〜2015-』 |
| Summer Game                 | 平和『CRドキッ!丸ごと水着 女だらけの水泳大会 アイドルだらけで困っちゃうング!!!』挿入歌       | 『〜などあって 〜良きところで -IDOLING!!! COMPLETE BOX 2007〜2015-』 |
| ゾゾゾゾゾゾってゾンビった  | PansonWorks×アイドリング!!!「ゾンビキャラクター計画」テーマ                                  | 『〜などあって 〜良きところで -IDOLING!!! COMPLETE BOX 2007〜2015-』 |

## 出演

### テレビ
※レギュラー・冠番組のみ。各所属事務所によるメンバー個別活動は除く。

#### バラエティ
- アイドリング!!!（2006年10月 - 2015年10月、フジテレビワンツーネクスト）
- アイドリング!!!日記 → アイドリング!!! (地上波版)（2007年1月 - 2015年11月、フジテレビ / フジテレビONE）
- コスコスプレプレ（2008年4月 - 2010年2月、フジテレビONE）
  - コスコスング!!!プレプレング!!!（2012年2月25日、BSフジ）
  - コスコスング!!!パリパリング!!!Japan EXPO（2012年7月16日、BSフジ）
  - meets a-nation（2012年9月22日、フジテレビONE）
  - ONE PIECEスペシャル（2013年9月22日、フジテレビONE）
- ECOアイドリング!!!（2010年・2011年、フジテレビONE）
- なべあちっ!（2011年11月 - 2012年3月、フジテレビ）
- 魁!音楽番付〜EIGHT〜（2012年3月 - 6月、フジテレビ） - ほか不定期出演多数
- 生田くん、ハイ!（2012年10月 - 2013年3月、フジテレビ）
- ドキッ！丸ごと水着 女だらけの水泳大会（2014年6月7日、フジテレビONE）
- さよなら菊地亜美! アイドル卒業までのカウントダウン!! 30時間密着ドキュメント!!（2014年11月23日、フジテレビ / BSフジ）
- TOKYO IDOL PROJECT（2015年4月 - 11月、フジテレビNEXT）

情報番組
- スマイルスタジアムNST（2013年1月 - 2015年10月、新潟総合テレビ）

#### 音楽ライブ番組
ナンバリングライブ
- 1stライブ「もっとガンバレ乙女（笑）」（2008年2月3日、フジテレビ721）
- 2ndライブ「だいじなもの」（2008年5月4日、フジテレビ721・フジテレビCSHD）
- 3rdライブ「決めるならこの夏っスング!!!」（2008年8月8日、フジテレビ721・フジテレビCSHD）
- 4thライブ「何かが起こる予感が…ング!!!」（2009年2月14日、フジテレビ721・フジテレビCSHD）
- 5thライブ「卒業ライブ 新なる旅立ちング!!!」

- 本放送（2009年3月18日、フジテレビ721・フジテレビCSHD）
- 完全版（2009年4月10日、フジテレビNEXT）

- 6thライブ「やーっ!おーっ!!ング!!!」（2009年9月23日、フジテレビNEXT）
- 7thライブ「人生=修行ナリング!!!」（2010年1月14日、フジテレビNEXT）
- 8thライブ「この気持ちは そうだ あれだ 恋なんでしょうング!!!」（2010年5月3日、フジテレビNEXT）
- 9thライブ「ボンノウの数だけ愛がある!お正月eveング!!!」（2010年12月31日、フジテレビONE）
- 10thライブ「かんがえるな。感じろ! GO AHEADング!!!」（2011年7月9日、フジテレビNEXT）
- 11thライブ「めっちゃ近いぞ! ビッグエッグング!!!」（2011年12月4日、フジテレビONE）
- 12thライブ「NiceでHotなKissしちゃいたい! 略してNHKング!!!」（2012年12月23日、フジテレビNEXT）
- 13thライブ「史上最大! 25人の大作戦ング!!! 晴れ、時々神（ゴッド）」（2014年1月24日、フジテレビNEXT）
- 14thライブ「井の中のアイドリング!!! 大海でバタアシング!!!」（2014年11月24日、ゼロテレビ）
- 15thライブ「ング!!!ング!!!祭りだ!!! 〜良きところで武道館グ!!!」

- 本放送（2015年10月5日、BSスカパー!）
- 完全版（2015年11月19日、フジテレビNEXT・フジテレビNEXTsmart）

はちたまライブ
- はちたまライブ Vol.1（2009年5月28日、フジテレビONE）
- はちたまライブ Vol.2（2009年6月27日、フジテレビONE）
- はちたまライブ Vol.3（2009年7月21日、フジテレビONE）
- はちたまライブSP in大磯ロングビーチ（2009年8月18日、フジテレビONE）
- はちたまライブ Vol.5（2009年10月31日、フジテレビONE）
- はちたまライブ Vol.6（2009年11月29日、フジテレビONE）
- はちたまライブ Vol.7（2009年12月31日、フジテレビONE）
- はちたまライブ Vol.8（2010年2月27日、フジテレビONE）
- はちたまライブ Vol.9 〜4期生ファイナルオーディショング〜（2010年3月19日、フジテレビONE）

卒業ライブ
- 卒業ライブ 新なる旅立ちング!!! ※5thライブと同一放送

- 本放送（2009年3月18日、フジテレビ721・フジテレビCSHD）
- 完全版（2009年4月10日、フジテレビNEXT）

- 卒業記念スペシャルライブ〜谷澤・フォンチーありがとうング!!!〜（2011年12月23日、フジテレビONE）
- さらば11号すぅちゃんの旅立ちング!!!（2012年6月24日、フジテレビONE）
- 3号遠藤舞卒業ライブ〜さよならは別れの言葉じゃなくて再び逢うまでの遠い約束ング!!!〜

- 本放送（2014年2月14日、フジテレビNEXT）
- メモリアルSP（2014年3月8日、フジテレビNEXT）

- 25号かおるんの新しい旅立ち たくさんの想い出ごっちゃんですング!!!（2014年8月10日、フジテレビNEXT）
- 菊地亜美アイドル卒業までのカウントダウン（2014年11月24日、フジテレビNEXT）

その他
- アイドリング!!! カウントダウンパーティーング!!!2010-2011（2010年12月31日、フジテレビONE）
- ニコはちライブ（2011年11月 - 2015年9月、ニコ生）
- 初だ! ツアーだ!! Zeppング!!!

- 東京公演（2012年6月3日、フジテレビONE）
- ダイジェスト（2012年7月23日、フジテレビONE）

- アイドリング!!! はちたまライブ2013 presents「1期生 再会の日SP」（2013年1月18日、フジテレビONE）
- 西へ!東へ!!ミステリィツアーング!!!（2013年6月29日、フジテレビNEXT）

### 配信テレビ
- ニコニコアイドリング!!!（2012年12月 - 2015年10月、ニコニコ生放送）
  - 公開生放送SP（2014年11月26日、池袋ニコニコ本社 / ニコニコ生放送）
- ぽにきゃん!アイドル倶楽部（2013年2月 - 2015年10月、ニコニコ生放送）
- HIT IT! 日本WOW!（2014年4月 - 2015年4月、Jame Channel）
- アイドリング!!!ストップしません!!!（2014年4月 - 2015年10月、SHOWROOM）
- さよなら菊地亜美! アイドル卒業までのカウントダウン!! 30時間密着ドキュメント!!
（2014年11月23日・24日、ゼロテレビ）
（2014年11月23日、ニコ生 / SHOWROOM）
- 「Cheering You!!!」リリース記念!!〜ラスト・シングルをラストアメスタより〜（2015年7月12日、AmebaStudio）

### テレビドラマ
- 愛すべき人（2007年6月、フジテレビ721）
- 容疑者は8人の人気芸人（2015年4月18日 - フジテレビ）

### 映画
- カノジョは嘘を愛しすぎてる（2013年12月14日公開、東宝）

### 舞台
- 吉本新喜劇 with アイドル
『兄弟愛は永遠に不滅です!?』（2009年9月26・27日、ルミネtheよしもと）
『甘く危険な修学旅行』（2009年12月30・31日、よしもとプリンスシアター）
- 劇団アイドリング!!!『ペロン〜特撰カルビ7人前をペロン〜』（2011年12月13日 - 21日・全7公演、東京タワー フットタウン）
  - 出演メンバー：遠藤舞、外岡えりか、横山ルリカ、森田涼花、河村唯、三宅ひとみ、橘ゆりか
- フジテレビアナウンサー朗読劇『イキヌクキセキ with アイドリング!!!』（2014年11月8日、フジテレビ本社屋）
  - 出演メンバー：外岡えりか、酒井瞳、朝日奈央、伊藤祐奈、関谷真由
- 「アイドリング!!!10年目の明日ング!!!」特別朗読劇公演『あの日、たしかに私たちは「アイドル」だった。』（2015年9月5・6日、CBGKシブゲキ!!）
  - 出演メンバー：高橋胡桃、古橋舞悠、橋本瑠果
- 「アイドリング!!!10年目の明日ング!!!」特別舞台公演『見よ、飛行機の高く飛べるを』（2015年9月19日 - 23日、中目黒キンケロ・シアター）
  - 出演メンバー：外岡えりか、河村唯、酒井瞳、朝日奈央、三宅ひとみ、倉田瑠夏、玉川来夢、関谷真由

### ラジオ番組
- アイドリング!!!のラジオリング!!!（2007年10月1日 - 2008年3月27日、ニッポン放送）
- アイドリング!!!の飛び出すラジオ（嘘）（2009年10月1日 - 2011年3月31日、スターデジオ）
- アイドリング!!!の金8（2011年10月7日 - 12月30日、ニッポン放送）
- モバラジ研究会（2012年4月8日 - 9月9日、ニッポン放送）毎月第一週に出演
- 古坂大魔王ツギコレ アイドル倶楽部〜今夜も倍返し〜やれるもんならやってみな!（2013年10月 - 2014年3月、ニッポン放送）週替わり出演
- 古坂大魔王のアイドル倶楽部（2014年4月 - 2015年9月、ニッポン放送）第2週金曜日出演

### CM
- GCREST アイドリング!!!×トリックスターコラボキャンペーン（2008年8月 - 9月、[145]）
オンラインゲーム『トリックスター』とのコラボレーションキャンペーンとして相互のサイトでバナーによる広告表示を行った。横山が「バニー」、外岡が「キャット」のゲーム内キャラクタに扮し、それ以外のメンバーも出演するCMが制作された。トリックスターサイトで閲覧可能であり、アイドリング!!!のCS放送直後に放送された。
- SONY VAIO（2009年1月31日）
2009年1月31日フジテレビ限定でユニット別15秒インフォマーシャルが放送された（江渡と森田を除くメンバー14名が出演）。
- セガ ぷよぷよ7（2009年7月 - ）-「みんなのぷよ顔CM-アイドリング!!!篇-」（ぷよぷよアイドリング!!!が出演）
- 雀ナビ四人麻雀オンライン（2009年9月 - 10月）
CM出演の他、期間限定でアイドリング!!!グッズが当たる限定大会・キャンペーンを実施。また、『アイドリング!!!』番組内で実際のゲームインタフェースを使って「最強麻雀アイドリング!!!決定戦」を3回に分けて放送。
- KONAMI ときめきメモリアル4（2009年11月 - ）- ときめきアイドリング!!!
- ソニー・コンピュータエンタテインメント、PlayStation 3専用ゲームソフト『リトルビッグプラネット2』 テレビCM（2011年）
- P&G ファブリーズ（2013年7月 - 8月）
CM「Let's FUN! FUN! ファブダンス おどって部活の夢を叶えよう!」篇で松岡修造と共演（河村・朝日・菊地・三宅・橋本楓・倉田・伊藤・後藤・尾島が出演）。
- 江崎グリコ、ジャイアントカプリコ テレビCM（〈カプリッコA〉篇、〈カプリッコB〉篇、〈カプリッコC〉篇）（2013年 - ）
古橋・関谷・橋本瑠・佐藤麗・佐藤ミ以外の全メンバー。

### パチンコ
- 平和『CRドキッ!丸ごと水着 女だらけの水泳大会 アイドルだらけで困っちゃうング!!!』（2014年5月）

### 配信アプリ
- IDOL☆J@M（アイドルジャム）（2012年 - エディア）
  - アイドルジャムZ -プリンセスと緋竜の王冠-（2014年2月 - オルトプラス）
- タッチ・ザ・アイドリング!!!（2012年、Eagle）
- 嫁コレアイドル（2013年2月 - 2014年3月、BIGLOBE）
- ZOMBIE SEASON（2013年8月 - 2014年、スフィダンテ）
- アイドリング!!!SHAKE（2014年7月 - 2015年10月、dooub）
- うたシュー! withアイドリング!!!（2014年8月 - 2015年10月、友ミュージック）
- アイドリング!!!日本武道館ライブ記念『きみだけ★LIVE』（2015年10月、mixi）

### 雑誌連載
- 東京ニュース通信社 「B.L.T.」…連載「立ち読みキンシ!!」（2007年5月号 - 2009年10月号）
2007年5月号から関東版限定で連載開始（2008年2月号で関東版限定掲載は終了）。2007年12月号からほかの4地域でも連載開始。タイトルは、2007年4月10日放送分の「お願い!ファン様!!!」のお題として出されたもので、B.L.T.の編集部が審査員となり、決めたものである。もともとは「立ち読み禁止!」で、何度も書き直して決めたもの。「立ち読みキンシ♥♥」の題字は、その日のグランプリを獲得した江渡万里彩[注釈 30] の直筆である。ちなみに、「立ち読みキンシ!!」ページの題字「!!」の部分は「ハートマーク」になっている（目次は「!!」となっている）。
- アニカンR「月例レポーティング」（2008年7月号 - 9月号、エムジーツー）
- Samurai ELO「アイドリング!!!の本番NOW」（2010年7月号/2010年5月24日 - 、インフォレスト）
- 週刊アスキー「アスキー学院アイドル部 しみつきます」（2010年6月15日号/2010年6月1日 - 、アスキー・メディアワークス）
- MC（ミューズクリップ）「アイドリング!!!のよーし、万歳」（2010年9月10日配布号 - ）
- 月刊エンタメ（2012年6月号 - 徳間書店）

### セカンドライフ
- 2007年6月28日放送分で、「アイドリング!!!メンバー」がインターネット上の仮想空間である「セカンドライフ」に参入することを発表した[146]。
- 2008年3月21日 21:30〜22:30 セカンドライフ内WITH島に加藤、遠藤、滝口が登場。チャット、ゲーム、トークショー、バーチャル撮影会などのイベントを行った。

### 広告
- Microsoft Windows Vistaキャンペーン「Vista学園」（2008年6月12日 - 、店頭及びWebサイト[147]）
門澤によれば「放送と通信を繋ぐアイドルユニットというコンセプトが、Windows Vistaの機能コンセプトにシンクロした」とのこと。
- アイドリング!!! + マイクロソフトデジタルクイズ on ことのパ!（2008年9月 - 10月、[148]）
Microsoft Live Searchを利用した連想言葉パズル「ことのパ!」とのコラボレーションキャンペーン。ノーマル版のゲームの他に、メンバーの画像が使われたものがあった。
- アイドリングがメーカー☆メーカーに挑戦!? メーカー☆メーカー（2008年10月 - 11月、[149]）
ポータルサイトgooのゲーム作成サービス『メーカー☆メーカー』とのコラボレーションキャンペーン。メンバーが作成した○○メーカー・クイズ・占い・クロスワードがある。
- 東京工芸大学 みらい博 2009 スペシャルサポーター（2009年4月、[150]）
- オール東京62市区町村共同事業 東京発 未来へ ノーサンキュー、レジ袋（2009年10月 - 、[151]）
「ムダなレジ袋なくし隊」として、レジ袋削減キャンペーンポスター出演。
- 大磯ロングビーチ キャンペーンガール2012（2012年5月）[152]
- DMM.make ROBOTS『プリメイドAI』（2015年10月、DMM.com）

## ライブ・イベント
ダンス&ボーカルのライブを、週の定期公演などを中心に主催している。単一事務所に所属する通常のグループアイドルとは違い、放送局サイドが主導しているため、ライブ制作の中心スタッフはアイドリング!!!番組制作スタッフが兼任し、更に増強される形となっている。舞台演出も制作運営側が行う。

### ナンバリングライブ
1st、2nd…と通し番号が冠せられている、グループの年間を通じた最大級のライブ。出演はその時点での在籍メンバー全員に加え、バカリズム升野やフジテレビアナウンサーが、MCと稀に一部の楽曲への参加（歌、ダンスのサポート、場合によってはMC陣のみの楽曲もある）をする場合がある。
ライブに限らず、基本的にすべての楽曲を「生歌」で披露しており、いわゆる「口パク」は行っていない このことについて門澤は、「声がかれていても、高音が裏返ってもいい。"今のあのコたちの声を届けたい"んです。だから"生歌"にもこだわるし、生バンドも入れようと思うし。」と語っている。
演奏も5thライブまでは既録音された音源（いわゆるカラオケ）によるものだったが、6thライブから12thライブまでは、楽曲提供者でもある内田"ucchy"悟をバンマスとするバンドの生演奏となった。またDJ佐藤アサトがメンバーや曲紹介の生ナレーションを行う。
※ 各ライブの詳細は、リンク先を参照。
1stライブ「もっとガンバレ乙女（笑）」
- 品川ステラボール（2007年12月15日）

既発表曲の他、「2007年成長の軌跡」（各メンバーの名場面集VTR）「劇ング!!!」（さるかに合戦2007）、フォンチー誕生日ドッキリ、ユニットコーナー（ALL MY TRUE LOVE〈外岡・横山〉、CAT'S EYE〈江渡・滝口・谷澤・フォンチー〉、年下の男の子〈加藤・小泉・遠藤〉）など。2008年2月3日にフジテレビ721で放送。
2ndライブ（1stアルバム発売記念ライブ）「だいじなもの」
- SHIBUYA-AX（2008年3月30日）、BIG CAT（2008年4月6日）

アルバム収録曲の他、3組に分かれてのダンスバトル（キャラメルダンセン）と、その勝者による楽曲（夏祭り/加藤・小泉・江渡）（Baby!恋にknock Out!/外岡・谷澤・フォンチー）（survival dAnce/遠藤・滝口・横山）など。5月4日にフジテレビ721で放送。
3rdライブ「アイドリング!!!ライブ 2008サマー 決めるならこの夏っスング!!!」
- Zepp Tokyo（2008年7月5日）

「告白」「レモンドロップ」初披露の他、タップダンス（河村）、琴（ミシェル）・ピアノ（菊地）・和太鼓（遠藤、外岡）の演奏の他、5ユニットに分かれた楽曲（Sunny Day Sunday/加藤・滝口・横山・朝日・酒井、渚のはいから人魚/小泉・森田・長野、My Sweet Darling/フォンチー・ミシェル、渚のシンドバッド/外岡・谷澤・三宅、Dreamland/遠藤・江渡・河村・酒井）、シャッフル3ショット（昼…遠藤・森田・菊地、夜…小泉・横山・朝日）など。
メンバーの衣装換えの間、客演の升野と女子アナウンサーによる演目（昼…二人の愛ランド/升野・森本さやか、夜…ハッピーサマーウェディング/升野・遠藤玲子・生野陽子）あり。8月8日にフジテレビ721で放送。
4thライブ「何かが起こる予感が…ング!!!」
- 中野サンプラザ（2009年1月18日）

「果汁30%オレンジジュースつぶつぶ入り」初披露、放送とは違うモチーフのディスコアイドリング!!!、客演の升野と女子アナウンサーによる演目（CHA-CHA-CHA〜淋しい熱帯魚/生野・遠藤玲、港のヨーコ・ヨコハマ・ヨコスカ/升野・森本・斉藤舞子）など。アンコールで小泉瑠美の卒業が発表され、そこから4曲のみ小泉も参加。2月14日にフジテレビ721で放送。
5thライブ「アイドリング!!!卒業ライブ 新なる旅立ちング!!!」
- 渋谷C.C.Lemonホール（2009年3月18日）

加藤沙耶香、江渡万里彩、滝口ミラ、ミシェル未来の卒業公演であり、アイドリング!!!としては初の生中継をフジテレビ721で行った。卒業メンバー4人をメインに据えた「卒業ソングコーナー」が設けられ、事前に募ったリクエストの中から、「旅立ちの日に…」（川嶋あい）「はじまり」（チェキッ娘）「じゃあね」（おニャン子クラブ）の3曲を歌った。
ライブ終了後、DVD購入者を対象とした握手会が行われた。
6thライブ「やーっ!おーっ!!ング!!!」
- 日比谷野外音楽堂（2009年9月22日、23日）

22日は夜のみ、23日は昼・夜公演。各公演ごとに、メンバー5人ずつの非売品ステッカーを配布（3公演全てに来場して全種類揃うことになる）。初の生バンドによる演奏に加え、メンバー（G.河村、B.遠藤、Key.菊地・橘、Dr.横山）が楽器を担当して「レモンドロップ」を演奏。また、アイドリング!!!ホームページの事前アンケートで募った楽曲投票「BEST SONG アイドリング!!!」5〜2位を22日夜、1位を23日夜に発表。23日夜公演の模様はフジテレビNEXTで生中継。23日昼公演のみ森田は不参加。
7thライブ「人生=修行ナリング!!!」
- 東京厚生年金会館大ホール（2010年1月24日）

昼夜2公演。4期生オーディション第2次審査を通過した新メンバー候補生の15名が登場し、それぞれのスピーチが行われた。夜公演の模様はフジテレビNEXTで生中継された。
8thライブ「この気持ちは そうだ あれだ 恋なんでしょうング!!!」
- 渋谷C.C.Lemonホール（2010年5月3日）

昼夜2公演。4期生加入後初となるライブであったが、冒頭から数曲は1〜3期のみの出演。またリハーサルで首を負傷した谷澤は一部参加に留まった（谷澤の個人項目を参照）。夜公演の模様はフジテレビNEXTで生中継された。
9thライブ「ボンノウの数だけ愛がある!お正月eveング!!!」
- 中野サンプラザ（2010年12月31日）

昼夜2公演。夜公演の模様はフジテレビONEで生中継された。※カウントダウン公演は別記→#その他の主催ライブ
10thライブ「かんがえるな。感じろ! GO AHEADング!!!」
- 中野サンプラザ（2011年6月26日）

昼夜2公演。芸能活動休止中のため、後藤は不参加。夜公演の模様は7月9日にフジテレビNEXTで放送された。
11thライブ「めっちゃ近いぞ! ビッグエッグング!!!」
- TOKYO DOME CITY HALL（2011年12月4日）

昼夜2公演。生バンド演奏。5期生オーディション第2次審査を通過した新メンバー候補生の15名が登場し、それぞれのスピーチが行われた。また、6thライブ以来のメンバーによるバンド演奏（G.遠藤・橘、B.長野、Dr.横山）をバックにMC森本が「NO. NEW YORK」（BOØWYのカバー）を熱唱、「Don't think. Feel !!!」では、菊地のピアノ伴奏に合わせて遠藤がイントロ部の独唱を披露した。アイドリング!!!初となる回転・上下するセンターステージやワイヤーによる空中浮遊など趣向を凝らした演出が見られた。夜公演の模様はフジテレビONEで生中継された。
12thライブ「NiceでHotなKissしちゃいたい! 略してNHKング!!!」
- NHKホール（2012年11月25日）

昼夜2公演。生バンド演奏。「さくらサンキュー」「Secret Xmas」の披露の際、携帯電話端末での撮影が可能とされた。夜公演では、メンバー（G.河村、B.長野、Dr.酒井）による「ラブマジック♡フィーバー」のバンド演奏、マイクなしの生歌による「Don't be afraid」が披露された。夜公演の模様は12月23日にフジテレビNEXTで放送された。
13thライブ「史上最大! 25人の大作戦ング!!! 晴れ、時々神（ゴッド）」
- 中野サンプラザ（2013年12月8日）

昼夜2公演。6thライブ以降続いてきた生バンド演奏は無かった一方、8thライブ以来久しぶりに升野がライブに登場、升野の持ち歌「AVを観た本数は経験人数にいれてもいい〜僕は1000人斬り〜」も披露した。夜公演アンコールで遠藤が2014年2月14日をもってアイドリング!!!を卒業することを発表した。公演の模様は2014年1月24日にフジテレビNEXTで放送された。
14thライブ「井の中のアイドリング!!! 大海でバタアシング!!!」
- NHKホール（2014年11月24日）

昼夜2公演。夜の部は、菊地亜美のアイドリング!!!卒業公演も兼ねている。前回同様、生バンド演奏は無し。連動企画として11月から公演前日まで、イヤホンプラグ型デバイス『PlugAir』によるメンバーの動画配信サービスを行った。昼公演の模様は急遽ゼロテレビで生配信され、編集版が翌年4月にCSレギュラー放送で、4回に分けて放送された。夜公演はフジテレビNEXTで生中継された。
15thライブ「ング!!!ング!!!祭りだ!!! 〜良きところで武道館グ!!!」
- 日本武道館（2015年10月5日）

グループの集大成となる、最後の本公演。3年ぶりに、生バンド演奏とオープニングムービーが復活。公演の模様はBSスカパー!で生中継された。

### ライブツアー
全国主要都市で展開しているライブハウス『Zepp』で開催したライブツアー。
初だ! ツアーだ!! Zeppング!!!
- 東京公演：Zepp Toyko（2012年6月3日）
- 福岡公演：Zepp Fukuoka（2012年6月10日）
- 名古屋公演：Zepp Nagoya（2012年6月16日）
- 大阪公演：Zepp Namba OSAKA（2012年6月17日）

各会場昼夜2公演・全8公演。名古屋公演のみ三宅は不参加。フジテレビONEで東京昼公演が生中継、大阪夜公演（他会場のダイジェスト含む）が7月22日に放送された。
アイドリング!!!西へ!東へ!!ミステリィツアーング!!!2013
- 東京公演：Zepp Tokyo（2013年4月13日）
- 大阪公演：Zepp Namba OSAKA（2013年5月3日）
- 追加公演（東京）：Zepp DiverCity (TOKYO) （2013年6月1日）

各会場昼夜2回公演。公演ごとにサプライズ発表（大阪公演夜の部は当日誕生日だった酒井の生誕祭）を行った。東京追加公演が6月29日にフジテレビNEXTで放送された。

### 卒業ライブ
グループを卒業するメンバーを送別するライブ公演。卒業メンバー自身の選曲によるセットリストが、慣例となっている。
アイドリング!!! 卒業ライブ 〜新たなる旅立ちング!!!〜
- 渋谷C.C.Lemonホール（2009年3月18日）

加藤沙耶香、江渡万里彩、滝口ミラ、ミシェル未来の卒業公演。フジテレビ721で生中継。ナンバリングライブを参照。
卒業記念スペシャルライブ 〜谷澤・フォンチーありがとうング!!!〜
- フジテレビV5スタジオ（2011年12月23日）

2011年12月11日に卒業が発表された谷澤恵里香、フォンチーの卒業ライブ。公募〜抽選でファン約800名が無料招待され、フジテレビONEで生中継された。
アイドリング!!!緊急ライブ! さらば11号すぅちゃんの旅立ちング!!!
- Zepp DiverCity (Tokyo)（2012年5月30日）

森田涼花が、このライブ公演をもってアイドリング!!!を卒業した。この模様は、6月24日にフジテレビONEで放送された。
3号遠藤舞卒業ライブ〜さよならは別れの言葉じゃなくて再び逢うまでの遠い約束ング!!!〜
- Zepp DiverCity (Tokyo)（2014年2月14日）

遠藤舞が、このライブ公演をもってアイドリング!!!を卒業した。この模様は、フジテレビNEXTで生中継された。
25号かおるんの新しい旅立ち たくさんの想い出ごっちゃんですング!!!
- Zepp DiverCity (Tokyo)（2014年6月7日）

後藤郁が、このライブ公演をもってアイドリング!!!を卒業した。本公演の前には、有料の公開リハーサルも行われた。この模様は、8月10日にフジテレビNEXTでオンエアされた。
井の中のアイドリング!!! 大海でバタアシング!!! 〜菊地亜美アイドル卒業までのカウントダウン〜
- NHKホール（2014年11月24日）

菊地亜美が、このライブ公演をもってアイドリング!!!を卒業した。14thライブの夜公演に当たり、卒業者を冠した副題に初めて、グループの伝統である現在進行形を表す「ング!!!」が付かない。この模様は、フジテレビNEXTで生中継された。ナンバリングライブを参照。
13号長野せりな卒業ライブ「ぷにぷに・またね・だいすき」
- 渋谷公会堂（2015年3月28日）

長野せりな が、このライブ公演をもってアイドリング!!!を卒業した。本公演の前には、有料の公開リハーサルも行われた。副題には伝統の「ング!!!」は付かなかった。この模様のダイジェスト版が、同年6月にCSレギュラー放送で2回に分けて放送された。

### その他の主催ライブ
限定シークレットライブ
- 渋谷duo MUSIC EXCHANGE（2007年8月24日）

デビューシングル「ガンバレ乙女（笑）/friend」の応募特典として企画された、プレ・ワンマンライブ。抽選で約700人が招待された。CD収録曲の他、ペアング!!!、ユニットコーナー（ALIVE〈小泉・横山〉、キューティーハニー〈加藤・遠藤・外岡〉、One Night Carnival〈谷澤・フォンチー〉、情熱2007〈※コント 江渡・滝口〉）などを披露。
南の島ライブツアー
- 八丈島（2009年3月27・28日）

ユニットバトルに勝利した、キュンキュン/バンバンが参加しての1泊2日のライブツアー（OGの加藤と江渡も参加。滝口は、舞台公演中のため不参加）。
アイドリング!!! カウントダウンパーティーング!!!2010-2011
- 中野サンプラザ（2010年12月31日 - 2011年1月1日）

2010年12月31日から2011年1月1日にかけて開催された、初のカウントダウンライブ。時間帯の制約で、18歳以上のメンバー（遠藤・外岡・谷澤・フォンチー・横山・森田・河村・酒井・菊地・三宅・橘）のみが参加。フジテレビONEで生中継された。
アイドリング!!!SUNSET大作戦 in 新潟
- 新潟ThePLANET（2012年9月29・30日）

新潟市万代で開催した地方公演。ライブのほか、トークショーと握手会を実施した。
アイドリング!!! はちたまライブ2013 presents「1期生 再会の日SP」
- フジテレビ球体展望室「はちたま」（2013年1月18日）

2008年1月18日放送「理想の5年後!!! 〜アイドリング!!! 2013〜」で、升野が「5年後の今日（2013年1月18日）、球体に集まって生放送をやる」と発言したものが具現化したもの。1期生9人のうち、当初小泉（当時は改名で「長谷川」姓）は欠席とアナウンスされていたが、途中「小泉瑠美をよく知る人物『長谷川瑠美』」としてVTR出演した直後、門澤が運転する自転車の荷台に乗って会場に登場、ライブにも参加した。また、この模様はフジテレビONE スポーツ・バラエティで生放送するほか、お台場シネマメディアージュでシネマビューイングを実施、2期生から5期生のメンバーも観覧した。放送終了後、シネマビューイング会場で1期生の挨拶があった。
アイドリング!!!FES 2015「10年目の明日ング!!! 心機一転←!!!→初志貫徹」
- 豊洲PIT（2015年4月5日）

グループ主催としては初の試みとなる、フェスティバル名義の大型ライブイベント。全77曲約8時間のタイムスケジュールで実施され、伊藤祐奈のグループ卒業公演、石田佳蓮のNEO fromアイドリング!!!卒業出演も兼ねている。この模様のダイジェスト版が、同年7月にCSレギュラー放送で2回に分けて放送された。

### 定期ライブ

#### アイドリング!!!@はちたまライブ
2009年4月から2010年3月まで原則として月1回、計9回フジテレビ球体展望室「はちたま」にて定期的にライブを行っていた。このうち、第4回は大磯ロングビーチで『アイドリング!!! はちたまライブSP アイドリング!!! in 大磯ロングビーチ』、第9回はよしもとプリンスシアターで『4期生ファイナルオーディショング!!!』として行われた。
|     | 公演日         | 備考                                                                 |
| --- | -------------- | -------------------------------------------------------------------- |
| 1   | 2009年4月26日  |                                                                      |
| 2   | 2009年5月25日  |                                                                      |
| 3   | 2009年6月26日  |                                                                      |
| (4) | 2009年7月5日   | アイドリング!!! はちたまライブSP アイドリング!!! in 大磯ロングビーチ |
| 5   | 2009年10月23日 |                                                                      |
| 6   | 2009年11月15日 |                                                                      |
| 7   | 2009年12月25日 |                                                                      |
| 8   | 2010年2月21日  |                                                                      |
| 9   | 2010年3月7日   | 4期生ファイナルオーディショング!!!                                   |

#### 品はちライブ in よしもとプリンスシアター
2010年4月から2011年11月まで、原則として毎週金曜・土曜に、品川・よしもとプリンスシアターで10名前後の選抜メンバーによる定期ライブを行っていた。よしもとグラビアエージェンシー (YGA) とのジョイントライブとなる。派生ライブとして、大阪・なんばグランド花月 (NGK) で『品はちライブ in NGK』（こちらは出演可能なメンバー全員が出演）が行われた。「アイドリング!!!」本放送の収録が行われる公演もあり、その場合、1回の公演につき2本分の収録を行っていた。
| 公演月     | 公演日                               | 備考                                                            |
| ---------- | ------------------------------------ | --------------------------------------------------------------- |
| 2010年4月  | 2・3・9・10・16・17・23・24・29日    |                                                                 |
| 2010年5月  | 7・8・14・15・21・22・28・30日       |                                                                 |
| 2010年6月  | 4・5・6・25・26・27日                |                                                                 |
| 2010年7月  | 2・3・9・10・16・17・25※・30・31日   | ※品はちライブ in NGK Vol.1                                      |
| 2010年8月  | 13・15・16・18・20・21・27・28・29日 |                                                                 |
| 2010年9月  | 3・4・10・11・17・18・24・25日       |                                                                 |
| 2010年10月 | 1・2・8・9・10・15・16・22・23・29日 |                                                                 |
| 2010年11月 | 3・5・6・7・20・26・27日             |                                                                 |
| 2010年12月 | 11・12・15・18・25・26日             |                                                                 |
| 2011年1月  | 7・8・14・15・16・21・22日           |                                                                 |
| 2011年2月  | 4・5・6・19・20・26日                |                                                                 |
| 2011年3月  | 4・（13・14・18）※1・21※2・25・27日  | ※1 東日本大震災の影響のため中止。※2 品はちライブ in NGK Vol.2。 |
| 2011年4月  | 1・8・16・17・22・23日               |                                                                 |
| 2011年5月  | 1・3・5・6・14・15・21・29日         |                                                                 |
| 2011年6月  | 3・5・11・12・17・19日               |                                                                 |
| 2011年7月  | 15・16・17・18・23・24・31※日        | ※品はちライブ in NGK Vol.3                                      |
| 2011年8月  | 15・16・20・21日                     |                                                                 |
| 2011年9月  | 2・3・4・9・19・23・24・30日         |                                                                 |
| 2011年10月 | 7・8・9・10・15・16・21・22・29日    |                                                                 |
| 2011年11月 | 3・6・13・18・20・23日               |                                                                 |

#### ジュクはちライブ in ルミネtheよしもと
よしもとプリンスシアター閉鎖（2011年11月末）に伴い、YGAとのジョイントライブは新宿・ルミネtheよしもとに場所を移し、2011年12月から2012年7月まで月1回（2012年6月は除く）のペースで行われていた。派生ライブとして、なんばグランド花月で『ジュクはちライブ in NGK』（2012年3月11日）が行われた。
| 公演日         | 備考                    |
| -------------- | ----------------------- |
| 2011年12月29日 |                         |
| 2012年1月6日   |                         |
| 2012年2月14日  |                         |
| 2012年3月11日  | ジュクはちライブ in NGK |
| 2012年3月24日  |                         |
| 2012年4月6日   |                         |
| 2012年5月18日  |                         |
| 2012年7月13日  |                         |

#### 渋はちライブ
2012年9月より渋谷・マウントレーニアホールにてアイドリング!!!単独の定期ライブを開催。原則として18時45分開演。「渋はち」ならではの企画として、ギタリストの関口Q太が伴奏して マイクなしで歌う「生声」のコーナーが設けられていた。2013年11月よりリニューアルを実施。第一興商協力によるDAM音源使用のカバー曲公演やメンバープロデュース公演など、各公演ごとにテーマを掲げた企画内容となっている。また、メンバーの生誕祭企画も定番化した。そして2014年12月からは、2部制に移行。1部の開演時間は18時30分に変更となり、2部は20時30分からとなっている。2015年9月16日に、最終公演を迎えた。
| 公演月     | 公演日             | 備考                                                                          |
| ---------- | ------------------ | ----------------------------------------------------------------------------- |
| 2012年9月  | 7・21日            |                                                                               |
| 2012年10月 | 3・29日            |                                                                               |
| 2012年11月 | 7日                |                                                                               |
| 2012年12月 | 5・12・19・25※日   | ※昼夜2回公演                                                                  |
| 2013年1月  | 9・16・23・30日    |                                                                               |
| 2013年2月  | 6・13・20・27日    |                                                                               |
| 2013年3月  | 3※1・6・19・27※2日 | ※1 昼夜2回公演。※2 河村唯プロデュースライブ                                   |
| 2013年4月  | 17・24日           |                                                                               |
| 2013年5月  | 8・15・22日        |                                                                               |
| 2013年6月  | 12・20・26日       |                                                                               |
| 2013年7月  | 3・10※日           | ※2期生SPライブ                                                                |
| 2013年8月  | 14・21・28日       |                                                                               |
| 2013年9月  | 4・11・18・25日    |                                                                               |
| 2013年10月 | 2・9・16・23日     |                                                                               |
| 2013年11月 | 6・20日            | アイドルソングカバーライブ（'80年代中心）                                     |
| 2013年11月 | 27日               | 遠藤舞プロデュースライブ                                                      |
| 2013年12月 | 11日               | 10代メンバーライブ                                                            |
| 2013年12月 | 18日               | アイドルソングカバーライブ（'90年代中心）                                     |
| 2013年12月 | 25日               | 昼夜2回公演。1部は3期生SPライブ                                               |
| 2014年1月  | 15日               | 梅酒とゆかいな仲間たち（2部公演でチケットは1部2部通し）                       |
| 2014年1月  | 22日               | UNDER17メンバーライブ                                                         |
| 2014年1月  | 29日               | アニメソングカバーライブ                                                      |
| 2014年2月  | 5日                | 4期生ライブ                                                                   |
| 2014年2月  | 19日               | 2000年代カバー                                                                |
| 2014年2月  | 26日               | avexソングカバーライブ                                                        |
| 2014年3月  | 5日                | バンド名曲カバーライブ                                                        |
| 2014年3月  | 12日               | セディナカード会員限定シークレットライブ                                      |
| 2014年3月  | 19日               | 卒業ソング特集                                                                |
| 2014年3月  | 26日               | 渋はちソングリクエスト                                                        |
| 2014年4月  | 9日                | 春ソング特集                                                                  |
| 2014年4月  | 16日               | 90年代カバー                                                                  |
| 2014年4月  | 23日               | 4月生まれメンバーを祝おう!                                                    |
| 2014年4月  | 30日               | 5期生ライブ                                                                   |
| 2014年5月  | 7日                | アコースティックライブ                                                        |
| 2014年5月  | 14日               | アイドリング!!!6 vs アイドリング!!!9 歌合戦                                   |
| 2014年5月  | 21日               | 渋はちリクエスト特集                                                          |
| 2014年6月  | 11日               | 6月のラブソング                                                               |
| 2014年6月  | 18日               | 外岡えりかプロデュース公演                                                    |
| 2014年6月  | 25日               | 私たちのアイドルソング                                                        |
| 2014年7月  | 2日                | アイドリング!!!レア曲特集                                                     |
| 2014年7月  | 9日                | 三宅ひとみプロデュース公演                                                    |
| 2014年7月  | 16日               | 誕生日おめでとう! 清久、大川まつり                                            |
| 2014年7月  | 23日               | 先輩後輩ペア特集                                                              |
| 2014年8月  | 6日                | 祭りの後SP                                                                    |
| 2014年8月  | 20日               | 2期生SPライブ                                                                 |
| 2014年8月  | 27日               | 横山ルリカ プロデュース公演                                                   |
| 2014年9月  | 10日               | ALL菊地リクエスト                                                             |
| 2014年9月  | 17日               | 秋のうた特集                                                                  |
| 2014年10月 | 1日                | 長野せりな20歳の誕生日を祝おう                                                |
| 2014年10月 | 8日                | 3期からNEO期が歌う初期の曲ライブ                                              |
| 2014年10月 | 15日               | 6vs9歌合戦                                                                    |
| 2014年10月 | 22日               | デュエット特集                                                                |
| 2014年10月 | 29日               | 伊藤祐奈プロデュース公演                                                      |
| 2014年11月 | 5日                | その場でソングリクエスト                                                      |
| 2014年11月 | 12日               | これまでのナンバリングライブを振り返ろう                                      |
| 2014年12月 | 3日                | 1部:シングル曲ベスト10 / 2部:ユニット曲ベスト5                                |
| 2014年12月 | 10日               | 河村唯 演出:大人アイドリング!!!〜20歳越えで弾けちゃいますSP!                  |
| 2014年12月 | 17日               | 1部:ウィンターソングSP / 2部:橘ゆりか誕生日SP                                 |
| 2014年12月 | 25日               | クリスマスソングSP                                                            |
| 2015年1月  | 14日               | 盛り上がる曲持ってきました!                                                   |
| 2015年1月  | 21日               | 1部:アイドリング!!!アルバム曲ライブ / 2部:橋本楓誕生日SP                      |
| 2015年1月  | 28日               | 河村に演出されたいメンバー大集合!                                             |
| 2015年2月  | 4日                | 1部:期別対抗ユニット歌合戦 / 2部:事務所対抗ユニット歌合戦                     |
| 2015年2月  | 18日               | 2期生ライブ（1部:スナックうめこ / 2部:長野せりなスペシャル）                  |
| 2015年2月  | 25日               | ノンストップメドレーライブ                                                    |
| 2015年3月  | 4日                | 1部:バラードSP / 2部:アコースティックライブ                                   |
| 2015年3月  | 11日               | 1部:高3卒業SP / 2部:卒業ソングSP                                              |
| 2015年4月  | 8日                | 1部:4期5期NEO期生で頑張ります!ライブ / 2部:高橋胡桃ちょっぴり遅い誕生日SP!    |
| 2015年4月  | 15日               | 1部:チーム6 vs チーム9対抗歌合戦 / 2部:朝日奈央バースデーSP!                  |
| 2015年4月  | 22日               | 1部:スプリングソングSP / 2部:ちょっぴり遅い尾島知佳バースデーSP!              |
| 2015年5月  | 13日               | 1部:ソロスペシャル! / 2部:ユニットスペシャル!                                 |
| 2015年5月  | 20日               | ノンストップメドレーライブ                                                    |
| 2015年5月  | 27日               | 1部:NEO期生とペアを組んでユニット祭り! / 2部:先輩メンバー vs NEO期生 歌合戦!  |
| 2015年6月  | 3日                | 1部:ウエディングソングSP / 2部:2期生チーム対抗歌合戦!                         |
| 2015年6月  | 10日               | 1部:レイニーソングSP / 2部:2期生ライブ                                        |
| 2015年6月  | 17日               | 1部:ファン様リクエストSP! / 2部:外岡えりか誕生日SP                            |
| 2015年7月  | 1日                | 1部:サマーソングライブ! / 2部:大川藍バースデーライブ!                         |
| 2015年7月  | 8日                | 1部:渋はちレア曲ライブ! / 2部:関谷真由バースデーSP!                           |
| 2015年8月  | 12日               | 1部:三宅ひとみ1ヵ月遅れのバースデーライブ! / 2部:倉田瑠夏バースデーSP♪        |
| 2015年8月  | 19日               | 1部:夏バテ防止!良い汗かきましょうライブ☆ / 2部:石田佳蓮バースデーSP♪          |
| 2015年8月  | 26日               | 1部:チーム6ライブ! / 2部:Over20ライブ!                                        |
| 2015年9月  | 2日                | 1部:ノンストップメドレーライブ! / 2部:橋本瑠果のちょっぴり早いバースデーSP!   |
| 2015年9月  | 16日               | 最終公演 1部:渋はち思い出ソング!!! / 2部:渋はちファイナル!メンバー全員集合SP! |

#### ニコはちライブ
2012年1月から六本木・ニコファーレで月1-2回行われている定期ライブ。定期化に先立ち、2011年11月12日に第1回のライブが行われた。ワンセット全9曲で約1時間を基本とする2部公演で、基本的にメンバー10名編成で出演し、1部と2部は入れ替え制。ライブの模様はニコニコ生放送で有料生中継され、1部・2部通しの視聴チケット購入者に限り、1部と2部の間の楽屋生中継も視聴可能（2012年11月の公演より通しチケットのみの販売となった）。「ニコはち」ならではの企画として、ニコニコ生放送のアンケートシステムを利用して歌う曲やメンバーを決定する「ニコはちアンケート」のコーナーが設けられている（1期生SPライブを除く）。また時折、メンバーの生誕祭企画も組み込まれ、当事者へのプレゼントとして1曲、ソロを披露するのが慣例となっている。2015年4月からは、ワンセット全10曲での出演メンバー7名編成に移行した。2015年9月26日に最終公演を迎えた。
| 公演月     | 公演日   | 備考 |
| ---------- | -------- | --- |
| 2011年11月 | 12日     | プレ旗揚げ公演。1期生フォンチー、最初で最後の出演                                                         |
| 2012年1月  | 28日     | |
| 2012年2月  | 18日     | |
| 2012年3月  | 4・18日  | 4日のバックステージに、OG・谷澤恵里香が訪問                                                               |
| 2012年4月  | 1・15日  | |
| 2012年5月  | 13・19日 | |
| 2012年6月  | 30日     | |
| 2012年7月  | 15日     | |
| 2012年8月  | 20・28日 | |
| 2012年9月  | 17・30日 | |
| 2012年10月 | 8・13日  | 8日1部にベイビーレイズが乗り込み、ニコはちアンケートに勝利。デビュー曲「ベイビーレイズ」を歌唱            |
| 2012年11月 | 4・10日  | |
| 2012年12月 | 9・28日  | 9日は『ジャイアントカプリコ×アイドリング!!!スペシャルライブ』を兼ねているため、ニコニコ生放送は無料中継   |
| 2013年1月  | 12・26日 | |
| 2013年2月  | 9・23日  | |
| 2013年3月  | 9・24日  | |
| 2013年4月  | 21日     | 1部は朝日奈央 生誕祭。2部は1期生SPライブ                                                                  |
| 2013年5月  | 11・18日 | |
| 2013年6月  | 15・22日 | 15日1部は外岡えりか 生誕祭                                                                                |
| 2013年7月  | 12・20日 | |
| 2013年8月  | 3・25日  | 3日1部は河村唯、2部は倉田瑠夏・石田佳蓮 生誕祭                                                            |
| 2013年9月  | 7・21日  | 7日2部は菊地亜美 生誕祭。21日はアイドリングNEO 7人体制による「mero mero」を初披露。同2部は橋本瑠果 生誕祭 |
| 2013年10月 | 5・19日  | |
| 2013年11月 | 4日      | 2部は1期生SPライブ                                                                                        |
| 2013年12月 | 22・27日 | 22日2部は橘ゆりか 生誕祭                                                                                  |
| 2014年1月  | 11・25日 | |
| 2014年2月  | 1・23日  | |
| 2014年3月  | 23日     | |
| 2014年4月  | 6・13日  | |
| 2014年5月  | 5・17日  | |
| 2014年6月  | 14・21日 | 14日1部は外岡えりか 生誕祭                                                                                |
| 2014年7月  | 13・26日 | 26日2部は関谷真由 生誕祭                                                                                  |
| 2014年8月  | 24日     | |
| 2014年9月  | 6・21日  | 6日から、離脱中だった酒井瞳が当ライブに復帰                                                               |
| 2014年10月 | 5・19日  | |
| 2014年11月 | 1日      | 2部から、離脱中だった朝日奈央が当ライブに復帰                                                             |
| 2014年12月 | 14・29日 | |
| 2015年1月  | 11・24日 | |
| 2015年2月  | 1・22日  | |
| 2015年3月  | 1日      | 2部は2期生SPライブ                                                                                        |
| 2015年4月  | 12日     | 7名編成に移行                                                                                             |
| 2015年5月  | 2・17日  | 2日1部は玉川来夢、2部は酒井瞳 生誕祭                                                                      |
| 2015年6月  | 21・27日 | |
| 2015年8月  | 9・23日  | 9日2部は河村唯 生誕祭                                                                                     |
| 2015年9月  | 6・26日  | 26日、パブリックビューイングを企画。1部は横山ルリカ 生誕祭。2部が最終公演                                 |

## 派生グループ

### NEO fromアイドリング!!!
NEO fromアイドリング!!!とは、2013年に加入したアイドリング!!!NEO期生でメンバー構成された女性アイドルユニットである。また、グループを卒業した4期生・伊藤祐奈と後藤郁が在籍し、5期生・石田佳蓮も2014年7月から2015年4月までの期間、籍を置いていた。

#### 背景
2013年8月29日深夜、アイドル番組『アイドリング!!!(地上波版)』にて、同年7月に加入したばかりの新メンバー古橋舞悠・関谷真由・橋本瑠果・佐藤麗奈・佐藤ミケーラ倭子に4期生・伊藤祐奈を加えた計6名は、「アイドリングNEO」としてアーティスト活動を行うこと、また、デビュー曲は同年11月のアイドリング!!!21stシングル（「シャウト!!!」。NEOメンバーは参加しない）と同時発売して売上対決を行い、負けたほうが罰ゲームを受けることも合わせて発表された。
同年7月の新加入メンバーは何故か「6期生」と呼ばれず、しばらく「新メンバー」と仮称されていたが、アイドリングNEOから引用した「NEO期生」と呼称する事も明かされた。
伊秩弘将プロデュース
アイドリングNEOの名付け親は、担当した音楽プロデューサーの伊秩弘将。「アイドルと呼ばれる人達が沢山いる中で、新しく創るというよりは“新世代感”を持ったアイドルを創りたいと思った」とコメントし、「新規にデビューから立ち会える事は、エキサイティングなものなので、“NEO”とネーミングをして、そこに新世代の意味を含みたかった」と、想いを綴っている。
ユニット活動晩年のコメントでは、「NEOは相当なスピード感で変化していったが、デビュー当初は自分もメンバー達もまだ分かっていない状態だったので、敢えてそれを逆手に取って一つのストーリーを作った」と、これまで展開してきたコンセプトを明かしている。

#### 略歴

##### 全メンバー卒業後
2019年
8月4日、『TOKYO IDOL FESTIVAL 2019』にアイドリング!!!本体とは別に単独で出演し、4年ぶり1日限りのライブを行った。

#### 最終メンバー
| 名前             | よみ                | 生年月日               | イメージカラー | 備考          |
| NEO期生          | NEO期生             | NEO期生                | NEO期生        | NEO期生       |
| ---------------- | ------------------- | ---------------------- | -------------- | ------------- |
| 古橋舞悠         | ふるはし まゆ       | 1998年10月30日（26歳） | 紫             |               |
| 関谷真由         | せきや まゆ         | 1995年7月31日（30歳）  | 赤             | 2代目リーダー |
| 橋本瑠果         | はしもと るか       | 1999年9月25日（25歳）  | 黄             |               |
| 佐藤麗奈         | さとう れな         | 1998年11月9日（26歳）  | ピンク         |               |
| 佐藤ミケーラ倭子 | さとう ミケーラわこ | 1996年4月17日（29歳）  | ミントグリーン |               |

#### 旧メンバー
| 名前     | よみ          | 生年月日               | 最終在籍日   | 備考                |
| 4期生    | 4期生         | 4期生                  | 4期生        | 4期生               |
| -------- | ------------- | ---------------------- | ------------ | ------------------- |
| 伊藤祐奈 | いとう ゆうな | 1995年8月15日（30歳）  | 2015年4月5日 | 初代リーダー        |
| 後藤郁   | ごとう かおる | 1995年10月16日（29歳） | 2014年6月7日 | 2013年9月16日に加入 |
| 5期生    |               |                        |              |                     |
| 石田佳蓮 | いしだ かれん | 1996年8月6日（29歳）   | 2015年4月5日 | 2014年7月11日に加入 |

#### 出演
レギュラー・冠番組

##### テレビ
- AKIBAカルチャーズ劇場生放送『NEO殿Live Night』（2015年1月 - 6月、Pigoo）

##### ネットテレビ
NEO プレミアム放送（AmebaStudio）
- 1stシングル「mero mero」リリース記念特番（2013年10月29日）
- 1stシングル「mero mero」リリース記念特番 vol.2（2013年11月13日）
- 2ndシングル「Sakuraホライズン」リリース記念特番（2014年4月3日）
- 3rdシングル「キミといたナツ」リリース記念特番（2014年9月1日）

SHOWROOM
- NEO殿talk night / NEO殿talk night GOLDEN（2013年11月25日 - 2015年10月20日） - 2014年12月から月1回放送
- アイドリングNEO単独公演（2014年3月2日、AKIBAカルチャーズ劇場より中継）
- 「Sakuraホライズン」公開リリースイベント（2014年3月8日、JOL原宿より中継）

#### ライブ・イベント

##### 定期ライブ

###### NEO殿Live Night
2014年3月、AKIBAカルチャーズ劇場で初の単独公演を開催した。2015年1月から「NEO殿Live Night」のタイトルで定期化され、同劇場で月2回の公演を同年6月まで開催した。原則として18時45分開演で『アイドル専門チャンネルPigoo』より生中継していた。
| 公演月    | 公演日      | 備考                                                                   |
| --------- | ----------- | ---------------------------------------------------------------------- |
| 2014年3月 | 2日         | アイドリングNEO単独公演                                                |
| 2015年1月 | 9・23日     | 9日、定期ライブ旗揚げ公演                                              |
| 2015年2月 | 13・27日    | 13日、Doll☆Elementsゲスト出演                                          |
| 2015年3月 | 6・20日     | 20日、伊藤祐奈・石田佳蓮ラスト出演                                     |
| 2015年4月 | 17日        | 新体制初公演                                                           |
| 2015年5月 | 1・15・29日 |                                                                        |
| 2015年6月 | 12・26日    | 12日、ラストシングル「無限ラビリンス」初披露。26日、定期ライブ最終公演 |

##### 主な主催ライブ
主催
- アイドリングNEO単独公演（2014年3月2日、AKIBAカルチャーズ劇場）
- NEO殿Live Tour 2015 〜未来へ〜
（2015年8月16日、大阪・梅田Zeela）（2015年8月29日、新宿ReNY）

共催
- NEO×モエカワ♥ガールズ コラボレーション・ライブ（2014年8月22・30日、JOL原宿）
- NEO fromアイドリング!!!×Doll☆Elements X'masスペシャルライブ（2014年12月21日、渋谷duo MUSIC EXCHANGE）

##### 主な参加ライブ
主要ライブ
アイドリング!!!
- 13thライブ『史上最大! 25人の大作戦ング!!! 晴れ、時々神（ゴッド）』（2013年12月8日、中野サンプラザ）
- 25号かおるんの新しい旅立ち たくさんの想い出ごっちゃんですング!!!（2013年8月31日、味の素スタジアム）
- 14thライブ『井の中のアイドリング!!! 大海でバタアシング!!!』（2014年11月24日、NHKホール）
- アイドリング!!!FES 2015『10年目の明日ング!!! 心機一転←!!!→初志貫徹』（2015年4月5日、豊洲PIT）
- 15thライブ『ング!!!ング!!!祭りだ!!! 〜良きところで武道館グ!!!』（2015年10月5日、日本武道館）

a-nation
- 2013 stadium fes.（2013年8月31日、味の素スタジアム）
- IDOL NATION NEXT（2014年8月14日、国立代々木競技場 第二体育館）

フジテレビLIVE
- アイドリング!!!&アイドリングNEO スペシャルライブ（2013年9月1日、お台場合衆国）
- コカステージ・ライブ（2014年8月27日、お台場新大陸GreatSummerスタジアム）
- お台場夢大陸 〜ドリームメガナツマツリ〜（2015年7月 - 8月、フジテレビ本社屋・夢大陸マイナビステージ）

TOKYO IDOL FESTIVAL
- 2014 九十二前夜祭（2014年5月2日、TSUTAYA O-EAST）
- 2014（2014年8月2・3日、お台場・青海特設会場）
- 2015（2015年8月1・2日、お台場・青海特設会場）
- 2019（2019年8月4日、お台場・青海特設会場）

その他

#### ディスコグラフィ

##### シングル
- レーベル: アイドリングNEO名義の2ndシングルまでは avex entertainment、3rdシングルは avex trax、4thシングルはFUJIPACIFIC MUSIC。

| #   | リリース日     | タイトル         | 最高 週間 順位 | 販売形態        | 規格品番                             | 形態・備考           |
| --- | -------------- | ---------------- | -------------- | --------------- | ------------------------------------ | -------------------- |
| 1st | 2013年11月13日 | mero mero        | 14位           | CD+DVD CD+BD CD | AVCA-74074 AVCA-74075 AVCA-74076     | TYPE-A TYPE-B TYPE-C |
| 2nd | 2014年4月2日   | Sakuraホライズン | 7位            | CD+DVD CD+BD CD | AVCA-74442 AVCA-74443 AVCA-74444     | TYPE-A TYPE-B TYPE-C |
| 3rd | 2014年9月3日   | キミといたナツ   | 7位            | CD+DVD CD+BD CD | AVCD-83054/B AVCD-83055/B AVCD-83056 | TYPE-A TYPE-B TYPE-C |
| 4th | 2015年6月26日  | 無限ラビリンス   | -              | CD+DVD          | NFI-1505                             | -                    |

##### アルバム
- レーベル: リリース元はFUJIPACIFIC MUSIC。

| #    | リリース日    | タイトル          | 販売形態 | 規格品番 | 備考             |
| ---- | ------------- | ----------------- | -------- | -------- | ---------------- |
| Best | 2015年8月14日 | NEO Kiss♡Memories | CD+DVD   | NFI-1508 | ベスト・アルバム |

##### 参加作品
| 作品名              | 楽曲                      | 備考                             |
| ------------------- | ------------------------- | -------------------------------- |
| 『GOLD EXPERIENCE』 | 「プリ♥きゅんサバイバル」 | アイドリング!!!5thアルバム提供曲 |

##### ライブビデオ
| リリース日     | タイトル                       | 販売形態 | 規格品番 | 備考                 |
| -------------- | ------------------------------ | -------- | -------- | -------------------- |
| 2015年11月13日 | NEO殿Live Tour 2015 〜未来へ〜 | DVD      |          | 新宿ReNYラストライブ |

###### どる☆NEO
女性アイドルグループ・Doll☆Elementsと、2014年末に結成したコラボユニット。
2015年2月にDVDシングルをリリースした。販売元は、Doll☆Elementsの所属レーベル・DREAMUSIC。
| リリース日    | タイトル                | 最高 週間 順位 | 販売形態    | 規格品番  |
| ------------- | ----------------------- | -------------- | ----------- | --------- |
| 2015年2月11日 | ショコラ☆ロマンティック | 4位            | DVDシングル | MUBD-1055 |

#### タイアップ
| 楽曲名                  | タイアップ先                                                                           | 収録作品                    |
| ----------------------- | -------------------------------------------------------------------------------------- | --------------------------- |
| mero mero               | フジテレビ系『ウチくる!?』2013年11月度エンディングテーマ                               | 「mero mero」               |
| 胸アツ生誕祭!!!         | 『JX-ENEOS ウインターカップ2013』応援ソング                                            | 「mero mero」               |
| Sakuraホライズン        | 『春フェス2014 5539フジテレビ』イメージソング                                          | 「Sakuraホライズン」        |
| Sakuraホライズン        | フジテレビ系『奇跡体験!アンビリバボー』2014年4月 - 6月度エンディングテーマ             | 「Sakuraホライズン」        |
| キミといたナツ          | フジテレビ『魁!音楽番付〜Eight〜』2014年9月度エンディングテーマ                        | 「キミといたナツ」          |
| キミといたナツ          | 新潟総合テレビ『スマイルスタジアム』2014年9・10月度エンディングテーマ                  | 「キミといたナツ」          |
| ショコラ☆ロマンティック | フジテレビ『SHELiCoの夜活〜こんがりネェさんの大人買い〜』2015年2月度エンディングテーマ | 「ショコラ☆ロマンティック」 |
| ショコラ☆ロマンティック | 新潟総合テレビ『スマイルスタジアム』2015年2月度エンディングテーマ                      | 「ショコラ☆ロマンティック」 |

### HIP♡ATTACK fromアイドリング!!!
HIP♡ATTACK fromアイドリング!!!とは、アイドリング!!!3期生の橘ゆりか、大川藍、橋本楓でメンバー構成された女性アイドルユニットである。

#### 背景
2014年6月7日、4期生・後藤郁の卒業公演にて、アイドリング!!!3期生による新ユニットの結成と、同年8月のシングルデビューがアナウンスされた。
ユニット結成の発表時点で企画は大筋に進行していたが、ユニット名が未定だった。ユニット名の由来は、プロレスラー越中詩郎の得意技「ヒップアタック」から。『アイドリング!!!』に越中がゲスト出演した縁で、番組スタッフが気に入り命名した。
メンバーである3期生は以前、「トリオ・ザ・アイドリング!!!」という期間限定のユニットを組んだ事があり、今回が正式デビューとなった。

#### メンバー
橘ゆりか、大川藍、橋本楓

#### ライブ・イベント
- Happy Jam in Osaka vol.14（2014年7月21日、関西テレビなんでもアリーナ）
- フジテレビLIVE（フジテレビ本社屋）
お台場新大陸〜地図にないキミだけの宝島〜（2014年7月24日・8月1日）
コカステージ・ライブ（2014年8月5・7・12・17日、お台場新大陸GreatSummerスタジアム）
HIP♡ATTACKダンスコンテスト「新大陸で踊ってみた」（2014年8月22日）
- TOKYO IDOL FESTIVAL 2014（2014年8月2・3日、お台場・青海特設会場）
- PARTY-FLIGHT〜浮かれちゃう夏2014〜（2014年8月4日、Zepp DiverCity Tokyo）
- Kyushu Idol Summit NEXT（2014年8月11日、北九州市あるあるCity）
- アイドリング!!!14thライブ『井の中のアイドリング!!! 大海でバタアシング!!!』（2014年11月24日、NHKホール）
- アイドリング!!!FES 2015『10年目の明日ング!!! 心機一転←!!!→初志貫徹』（2015年4月5日、豊洲PIT）
- アイドリング!!!15thライブ『ング!!!ング!!!祭りだ!!! 〜良きところで武道館グ!!!』（2015年10月5日、日本武道館）

#### ディスコグラフィ

##### シングル
|     | リリース日    | タイトル | 最高 週間 順位 | 販売形態        | 規格品番                         | 形態・備考                     |
| --- | ------------- | -------- | -------------- | --------------- | -------------------------------- | ------------------------------ |
| 1st | 2014年8月12日 | 黄金蟲   | 8位            | CD+DVD CD+BD CD | PCCA-04073 PCCA-04074 PCCA-70411 | 初回限定盤A 初回限定盤B 通常盤 |

##### 参加作品
| 作品名         | 楽曲        | 備考                             |
| -------------- | ----------- | -------------------------------- |
| ロデオマシーン | オレオレGO! | アイドリング!!!6thアルバム提供曲 |

#### タイアップ
| 楽曲名 | タイアップ先                                                       | 収録作品   |
| ------ | ------------------------------------------------------------------ | ---------- |
| 黄金蟲 | フジテレビ系『志村座』2014年8月度エンディングテーマ                | 「黄金蟲」 |
| 黄金蟲 | 新潟総合テレビ『スマイル スタジアム』2014年8月度エンディングテーマ | 「黄金蟲」 |